# Brugg
Brugg (brʊk) ist eine Kleinstadt und Einwohnergemeinde im Schweizer Kanton Aargau sowie Hauptort des Bezirks Brugg. Die Stadt liegt am Jurasüdfuss und beim Wasserschloss der Schweiz, dem Zusammenfluss von Aare, Reuss und Limmat. Sie ist 16 Kilometer von Aarau, 27 Kilometer von Zürich und 45 Kilometer von Basel entfernt (jeweils Luftlinie).
Der Ortsname entspricht dem schweizerdeutschen Wort für «Brücke». Es handelt sich dabei um einen sekundären Siedlungsnamen, der sich auf den dort befindlichen, auf dem Weg von Zürich nach Basel liegenden mittelalterlichen Aareübergang bezieht.
Im Dorf Altenburg, das seit 1901 zu Brugg gehört, befand sich der älteste nachweisbare Herrschaftssitz der Grafen von Habsburg, und bis zur Verlagerung des habsburgischen Machtzentrums nach Österreich war Brugg das städtische Zentrum des habsburgischen Kernlandes. Seit der Eroberung des habsburgischen Aargaus durch die Eidgenossen im Jahr 1415 und bis 1798 war Brugg eine Berner Untertanenstadt. Seit 1798 gehört sie zum in der Helvetik neu gebildeten Kanton Aargau.
Heute bildet Brugg ein regionales Zentrum in der Nordwestschweiz und zusammen mit dem Nachbarort Windisch einen kantonalen Entwicklungsschwerpunkt. Im Stadtgebiet liegen ausgedehnte Industrie- und Gewerbegebiete, der Sitz des Schweizer Bauernverbandes, ein Standort der Fachhochschule Nordwestschweiz und ein Waffenplatz der Genietruppen der Schweizer Armee.

## Geographie

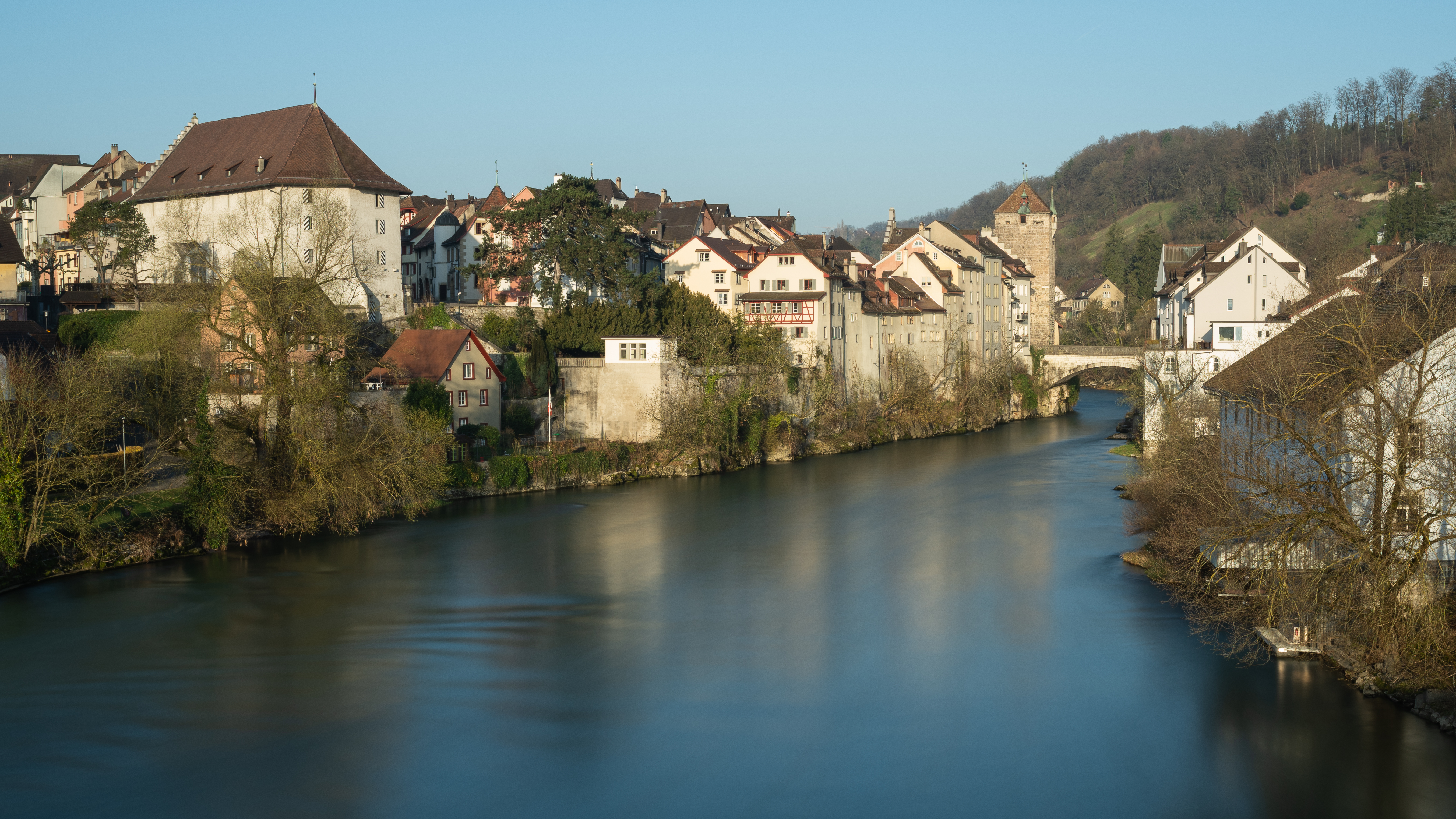
Altstadt von Brugg an der Aare

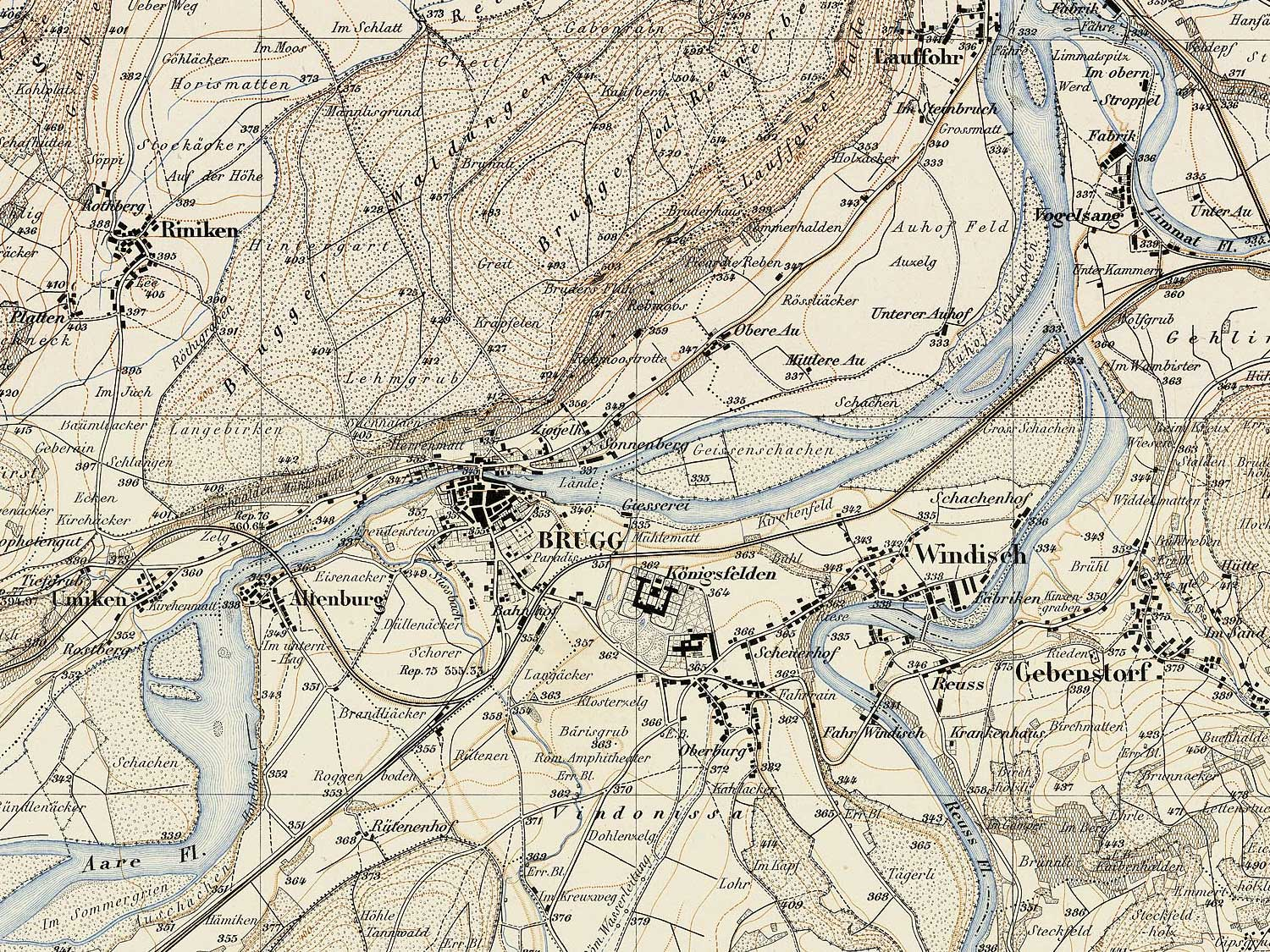
Brugg und Umgebung im Siegfriedatlas (1880)

Historisches Luftbild von Werner Friedli von 1958

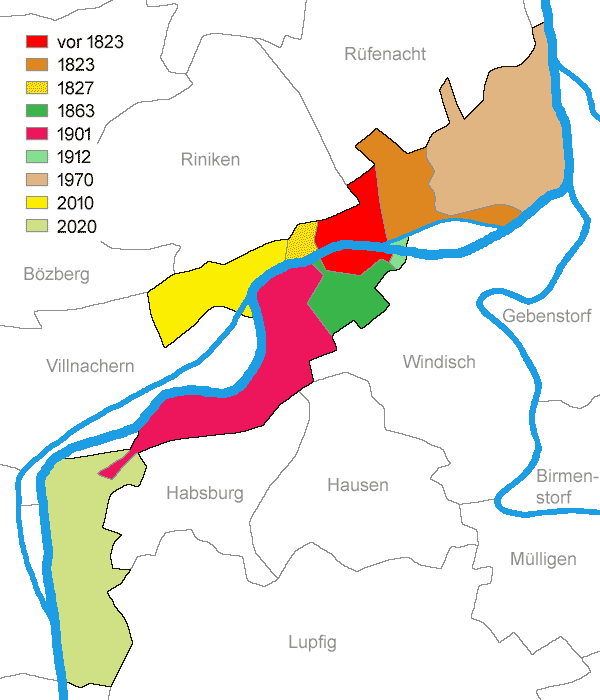
Territoriale Entwicklung

Das Stadtgebiet erstreckt sich von Südwesten nach Nordosten im Aaretal über eine Länge von mehr als neun Kilometern, seine maximale Breite beträgt jedoch wenig mehr als ein Kilometer. Die Aare trennt zwei unterschiedlich geprägte Landschaften, das Schweizer Mittelland auf der Südseite und den Tafeljura auf der Nordseite. Der Fluss weist auf der ungefähr zwölf Kilometer langen Strecke im Gemeindeareal von Brugg ein Gefälle von etwa zwanzig Metern auf.
Im Südwesten liegt rechts der Aare die Ortschaft Schinznach-Bad, seit 2020 ein Stadtteil von Brugg. Hier befindet sich auch die bekannte und historisch bedeutsame Hotel- und Kuranlage Bad Schinznach. Bei Schinznach-Bad beginnt der Oberwasserkanal des Kraftwerks Wildegg–Brugg, das auf dem Gemeindegebiet von Villnachern liegt. Neben dem Kanal erstreckt sich über eine Länge von mehreren Kilometern das von Flussauen am Altlauf der Aare geprägte Gebiet «Wildischachen». Östlich davon erhebt sich über dem Flusstal der Wülpelsberg, auf dessen höchstem Punkt die Habsburg steht. Bei Altenburg mündet der Unterwasserkanal des Kraftwerks Wildegg–Brugg nördlich der bewaldeten «Schacheninsel» wieder in den alten Aarelauf, der durch ein Hilfswehr aufgestaut ist. Um den Felsen von Altenburg herum fliesst die Aare in östlicher Richtung durch eine rund 1,5 km lange schluchtartige Verengung mit Stromschnellen, die Brugger Aareschlucht. An dieser befinden sich das städtische Kraftwerk und die Mündung des Süssbachs in die Aare. Der sonst bis zu 130 Meter breite Fluss passiert neben der Altstadt von Brugg einen tiefen, nur noch 15 Meter breiten Einschnitt im Kalkfelsen, über dessen engste Stelle die alte Brücke führt.
Östlich der Altstadt verlässt die Aare die enge Schlucht und fliesst bei der Casino-Brücke in die weite Ebene des Schachengebiets. Sie passiert die «Aufeld»-Ebene am südlichen Rand. Ein schmaler Seitenarm, in dem die Gemeindegrenze verläuft, trennt die Insel «Geissenschachen» von der Ebene. Unterhalb der Insel liegen beidseits des Flusses noch grössere Restflächen des Auenwaldes. Vom Auschachen führt eine Rohrleitungsbrücke über die Aare zur Kläranlage, die mitten im Waldgebiet liegt. Beim Auhof und bis unterhalb der Vogelsangbrücke sind im Schachengebiet 1988–1989 neue Seitenarme gebaut worden, um die dynamische Entwicklung des Auengebiets zu verbessern.
An der östlichen Stadtgrenze befindet sich das Wasserschloss der Schweiz. Hier fliessen drei der wichtigsten Flüsse des Landes zusammen: Zunächst mündet die Reuss in die Aare, eineinhalb Kilometer weiter nördlich die Limmat. Ganz im Nordosten, an einer Engstelle zwischen dem Reinerberg (522 m ü. M.) und der Limmatmündung, liegt das Dorf Lauffohr.
Nördlich der Aare konzentriert sich die Besiedlung von Umiken bis Lauffohr auf einen schmalen Streifen entlang der Südflanke des bewaldeten Bruggerbergs (516 m ü. M.). Die Ebene südlich von Altenburg ist bis zur Kantonsstrasse fast vollständig mit Wohn- und Gewerbegebäuden und Sportanlagen überbaut. Im Südosten ist die Siedlungsfläche von Brugg mit jener von Windisch zusammengewachsen.
Die Fläche des Gemeindegebiets beträgt 826 Hektaren, davon sind 246 Hektaren bewaldet und 424 Hektaren überbaut. Der höchste Punkt ist mit 516 Metern der Bruggerberg, der tiefste liegt an der Mündung der Limmat auf 328 Metern.
Die Nachbargemeinden von Brugg sind: Riniken und Rüfenach im Norden, Villigen im Nordosten, Untersiggenthal und Gebenstorf im Osten, Windisch im Südosten, Hausen, Habsburg, Lupfig und Holderbank im Süden sowie Schinznach, Veltheim und Villnachern im Westen und Bözberg im Nordwesten.
Bis zum Beginn des 19. Jahrhunderts umfasste das Stadtgebiet lediglich einen Zehntel der heutigen Gemeindefläche. 1823 kaufte die Stadt Brugg der Nachbargemeinde Lauffohr rund einen Viertel ihres Gebietes ab, und 1827 erwarb sie vom Dorf Umiken mehrere Grundstücke. Die Gemeinde Windisch verkaufte 1863 das Gebiet rund um den Bahnhof an Brugg und trat ihr 1912 zudem das Gaswerkareal und die Westspitze des Geissenschachens an der Aare ab. 1901 wurde Altenburg eingemeindet, 1970 auch die Gemeinde Lauffohr. Umiken wurde 2010 ein Teil der Stadt Brugg, und seit 2020 gehört auch das Areal der bisher selbständigen Gemeinde Schinznach-Bad gemäss den Gemeindebeschlüssen von 2018 zum Stadtgebiet.

## Geschichte

### Vor der Stadtgründung
Funde aus prähistorischer Zeit sind spärlich: Zwei Klingen und Bruchstücke eines Steinbeils aus der Jungsteinzeit sowie eine Sichel aus der Bronzezeit. Im Jahr 58 v. Chr. (oder kurz danach) gründeten die Helvetier, die nach der Schlacht bei Bibracte ins Mittelland zurückgekehrt waren, auf dem Hügelsporn zwischen Aare und Reuss die Siedlung Vindonissa, auf dem Gebiet der Nachbargemeinde Windisch.
Die Römer errichteten um 15 v. Chr. eine Militärstation, die sie ab 14. n. Chr. zu einem Legionslager ausbauten. Zu jener Zeit entstand die erste Holzbrücke über die Aare, über diese führte die Römerstrasse nach Augusta Raurica (Augst). Es war die einzige Stelle zwischen dem Thunersee und der Mündung in den Rhein, an der die Aare mit einer einzigen Baumstammlänge überbrückt werden konnte. Auf Brugger Boden befanden sich zwei grosse Gräberfelder. Bisher wurden rund 350 römische Gräber aus dem 1. Jahrhundert n. Chr. entdeckt. Archäologen schätzen die Gesamtzahl auf rund 7000.

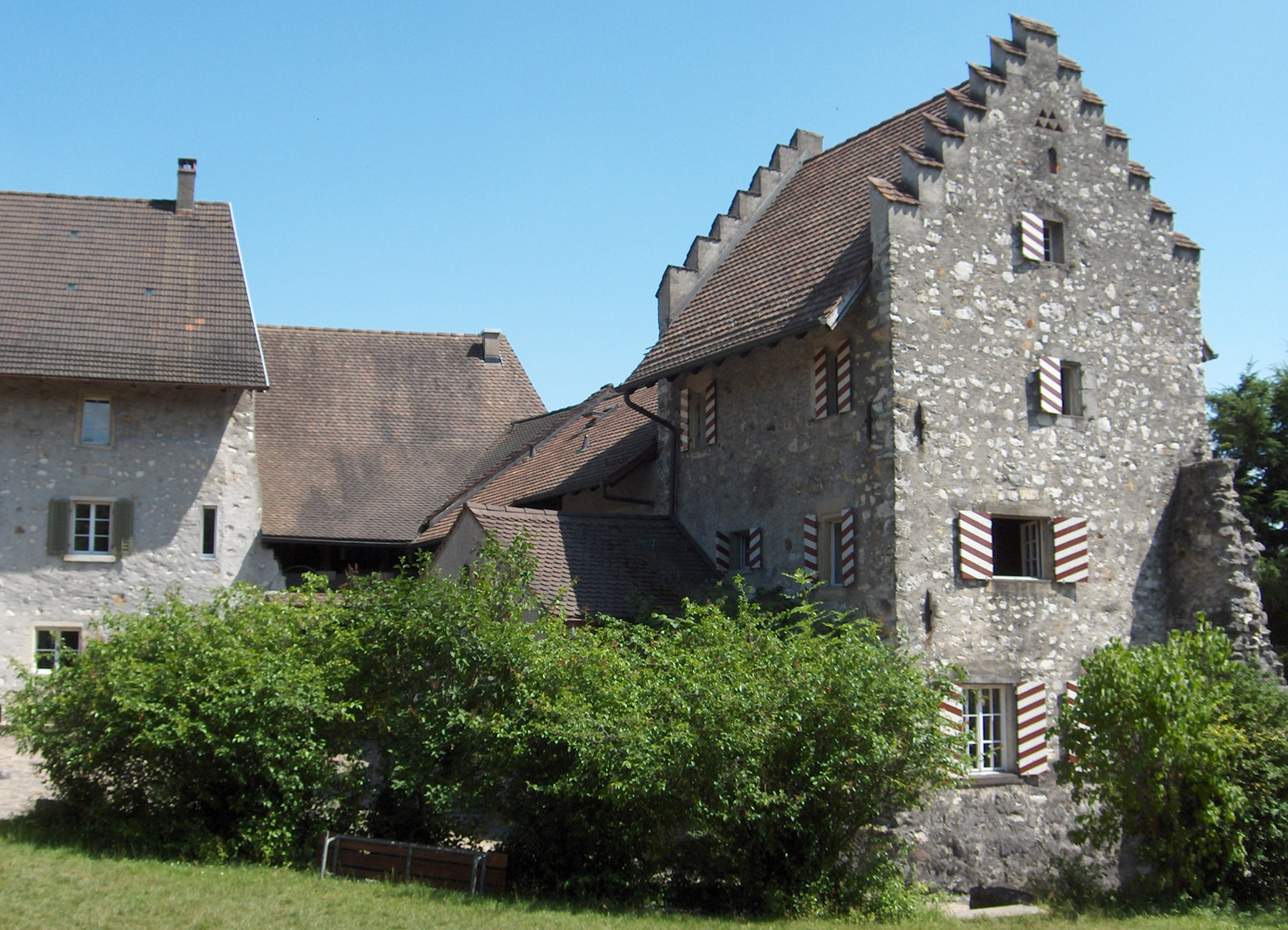
Schlösschen Altenburg

Nach dem Einfall der Alamannen (259 bis 270) wurde Vindonissa nach einer fast 170-jährigen Dauer der zivilen Siedlung wieder zu einem Legionslager umfunktioniert. Im heutigen Stadtteil Altenburg entstand um 370 ein Kastell als Stützpunkt im Hinterland des Donau-Iller-Rhein-Limes. Zwischen 401 und 406 zogen sich die Römer endgültig aus dem Rheingebiet zurück. Die Ansiedlung von Alemannen im aargauischen Gebiet ist ab dem 7. Jahrhundert nachweisbar.
Im späten 10. Jahrhundert liess sich in Altenburg ein Adelsgeschlecht nieder, das möglicherweise von den elsässischen Etichonen abstammte. Graf Lanzelin liess das Kastell zur Altenburg ausbauen. Um 1020 ordnete dessen Sohn Radbot den Bau der Habsburg auf dem drei Kilometer südwestlich gelegenen Wülpelsberg an. Einige Jahrzehnte später benannte sich das Geschlecht nach dieser Burg. Somit war Altenburg die erste nachweisbare Residenz der Habsburger. Mit dem Erwerb des Eigenamts zwischen Aare und Reuss legten sie den Grundstein zu ihrem Territorium.

### Herrschaftszentrum der Habsburger
Die früheste urkundliche Erwähnung von Bruggo erfolgte im Jahr 1064, als Graf Werner I. dem Kloster Muri den Besitz von Gütern in der Umgebung bestätigte. Die genaue Jahreszahl ist umstritten, weil die Acta Murensia erst um 1160 angefertigt wurde und verschiedene ältere Dokumente zusammenfasste. Der Ortsname stammt vom althochdeutschen (ze) brucco und bedeutet «bei der Brücke(nstelle)». Ende des 12. Jahrhunderts entstand auf Befehl Graf Albrechts III. der Schwarze Turm, das älteste erhalten gebliebene Gebäude der Altstadt.

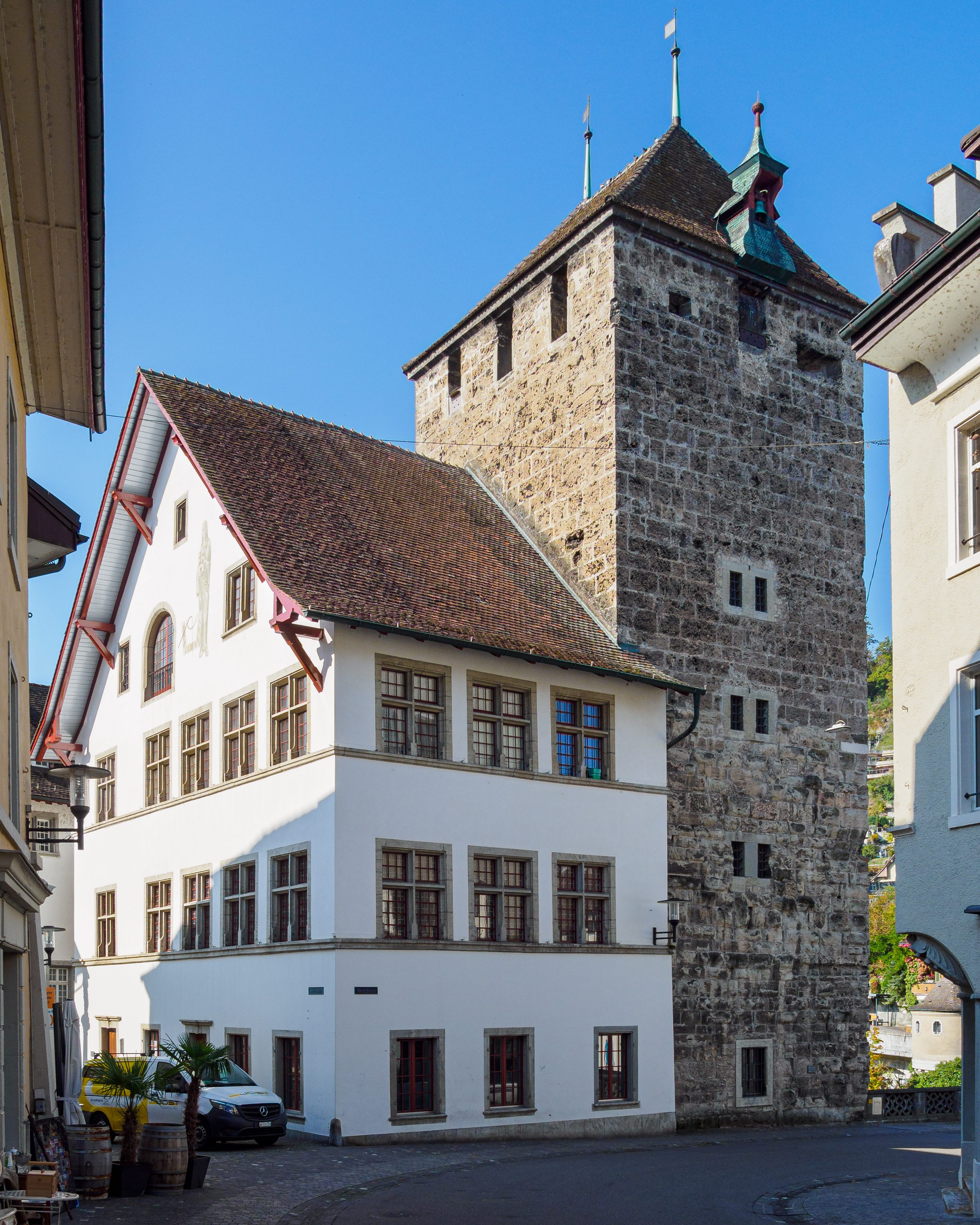
Rathaus von 1567 und Schwarzer Turm

Im 13. Jahrhundert nahm die befestigte Brückensiedlung immer mehr kleinstädtische Züge an. Ab 1232 wurden Münzen geprägt, 1273 war erstmals von einer Zollstelle die Rede, spätestens ab 1278 gab es einen Schultheiss, und 1283 wurde erstmals der Markt erwähnt. Wie wichtig Brugg damals für die Habsburger war, zeigt die Tatsache, dass diese um 1220/30 aus der mittlerweile zu klein gewordenen Habsburg auszogen und danach in Brugg lebten. 1242 wurde die Burg Brugg durch  Gottfried I. zerstört.
Rudolf I., der vor seiner Wahl zum römisch-deutschen König oft in Brugg geweilt hatte, verlieh dem Ort am 23. Juni 1284 das Stadtrecht. Gleichzeitig löste er Brugg aus dem Eigenamt heraus. Das Brugger Stadtrecht entsprach Wort für Wort demjenigen von Aarau. Zwar hatte sich das Machtzentrum der Habsburger wenige Jahre zuvor nach Wien verlagert, doch blieb die Beziehung zu Brugg weiterhin eng. Das «Österreich-Haus» (später «Effingerhof») diente als Absteige und Hauptquartier bei militärischen Auseinandersetzungen in den österreichischen Vorlanden.

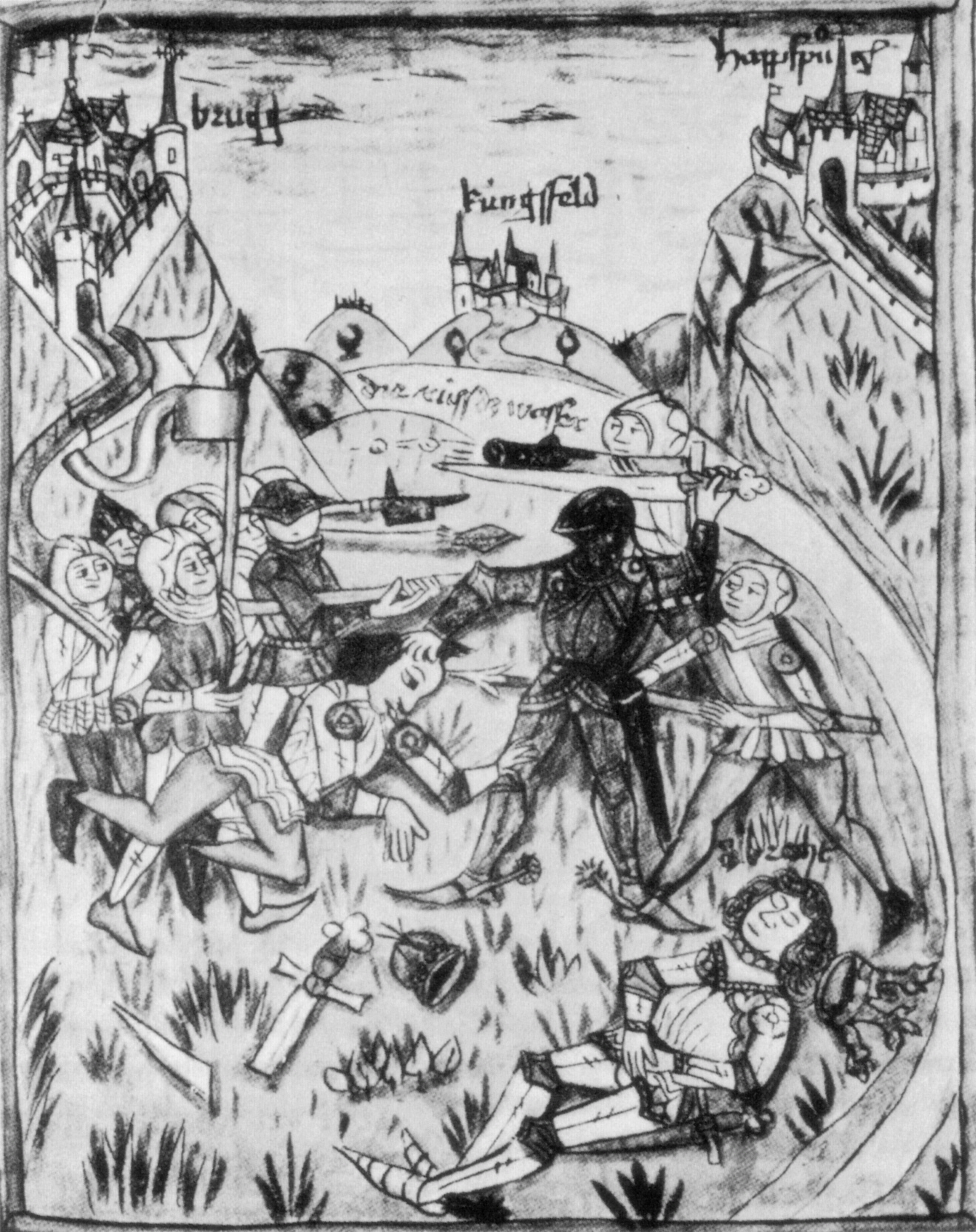
Ermordung Albrechts I., Illustration aus dem 15. Jahrhundert

Am 1. Mai 1308 wurde König Albrecht I. beim Nachbardorf Windisch ermordet. Zum Gedenken an dieses Ereignis stiftete seine Gattin Elisabeth von Görz-Tirol das Kloster Königsfelden (200 Meter von der Stadtgrenze entfernt). Albrechts älteste Tochter Agnes von Ungarn, die Witwe des ungarischen Königs Andreas III., lebte dort ab 1317 und führte das Kloster zur wirtschaftlichen Blüte. 1348 erhielt sie von ihrem Bruder Albrecht II. die herrschaftlichen Rechte über die Stadt Brugg sowie über die benachbarten Ämter Bözberg (mit Lauffohr) und Eigenamt (mit Altenburg). Die Rechte fielen 1364 nach ihrem Tod an die Herzöge von Habsburg-Österreich zurück.
Obwohl die Stadt fest in der Hand der Habsburger war, gab es doch Ansätze einer eigenständigen Politik. So schloss Brugg Burgrechtsverträge mit Baden und Mellingen (beide 1351) sowie mit dem Kloster Wittichen im Kinzigtal (1353) ab. Die Ämter Bözberg und Eigenamt kamen 1364 unter die militärische Führung der Stadt. Mehrmals versammelten die österreichischen Heerführer in Brugg ihre Streitkräfte, beispielsweise 1386 Herzog Leopold III. vor der Schlacht bei Sempach.

### 15. Jahrhundert
Herzog Friedrich IV. fiel 1415 beim Konzil von Konstanz in Ungnade, nachdem er dem Gegenpapst Johannes XXIII. zur Flucht verholfen hatte. König Sigismund forderte die Eidgenossen daraufhin auf, den Aargau im Namen des Reiches zu erobern. Bern zögerte nicht lange und entsandte umgehend Truppen. Die Brugger liessen die Berner am 29. April 1415 kampflos in ihre Stadt einmarschieren. Als Gegenleistung blieben die überlieferten Rechte der Stadt unangetastet.
Die Stadt und das Eigenamt lagen nun im äussersten Nordosten des bernischen Untertanengebiets, dem Berner Aargau. Die Habsburger hatten nach der Schlacht bei Sempach die aus dem Amt Bözberg hervorgegangene Herrschaft Schenkenberg an Gefolgsleute verpfändet. Für Brugg ergab sich dadurch eine rechtlich komplizierte Situation, weil die Vorstadt und der Wald am Bruggerberg nördlich der Aare und somit ausserhalb der Zuständigkeit Berns lagen. Brugg musste sich somit stets mit den jeweiligen Besitzern der Herrschaft Schenkenberg arrangieren.

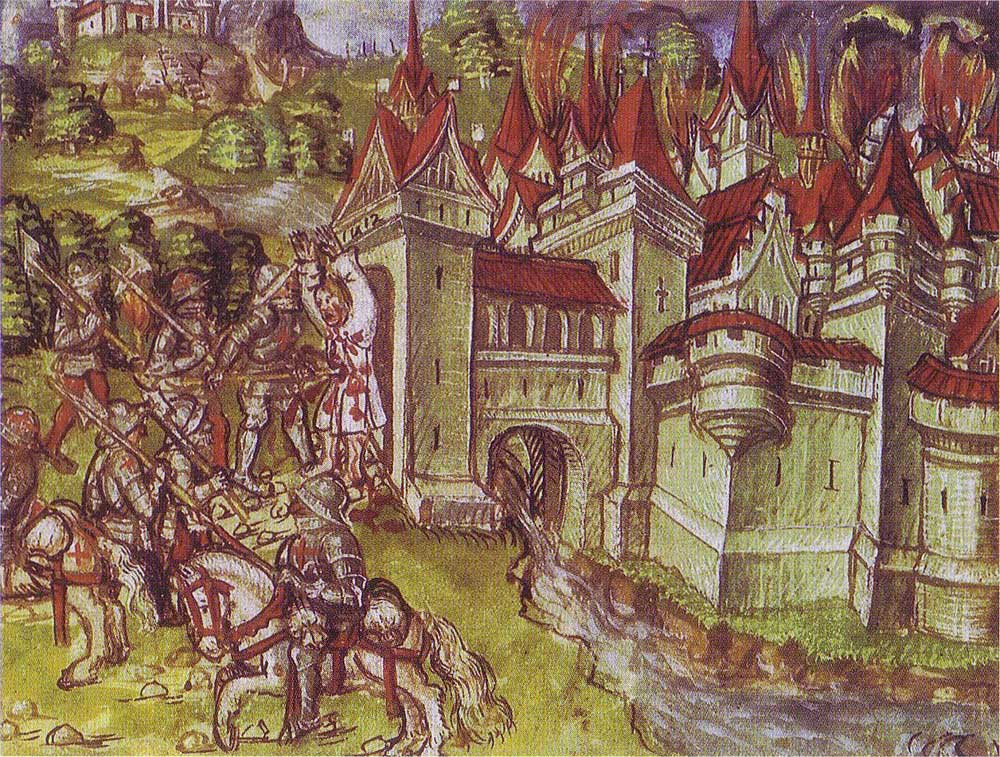
Die Brugger Mordnacht am 30. Juli 1444: Darstellung des Überfalls in der Bilderchronik von Diebold Schilling dem Jüngeren (1513)

König Friedrich III. verbündete sich 1443 im Alten Zürichkrieg mit Zürich und forderte die Rückgabe des Aargaus. Die Brugger erhofften sich von der Rückkehr der österreichischen Herrscher einen Aufschwung, denn seit der Eroberung durch Bern hatte die wirtschaftliche Dynamik wegen der Grenzlage stark nachgelassen. Als Zürich im Juni 1444 von den Truppen der übrigen Eidgenossen belagert wurde, entsandte der französische König Karl VII. die Armagnaken. Um ihnen den Weg nach Zürich zu erleichtern, wurde Brugg in der Nacht vom 29. auf den 30. Juli 1444 überfallen. Ein durch Freiherr Thomas von Falkenstein angeführter kleiner Trupp schlich sich vom Bruggerberg heran, drang durch eine List in die Stadt ein, plünderte sämtliche Häuser und steckte einige davon in Brand. Zahlreiche Stadtbürger wurden verschleppt und später gegen Lösegeld freigelassen.
Dieses Ereignis hatte zwar nur wenige Todesopfer gefordert, wurde aber von den Gegnern Zürichs zu einem regelrechten Massaker hochstilisiert und als «Brugger Mordnacht» bezeichnet. Als Vergeltung zerstörten Berner und Solothurner wenige Wochen später die Falkensteiner Burg bei Niedergösgen. Die Armagnaken wurden in der Schlacht bei St. Jakob an der Birs aufgehalten. Der Überfall auf Brugg erwies sich somit nachträglich als strategisch völlig nutzlos. Am 5. September 1445 planten Zürcher Truppen erneut einen Überfall auf die Stadt; sie konnten aber frühzeitig entdeckt und abgewehrt werden, woraufhin sie die umliegenden Dörfer brandschatzten.
1451 verkaufte Thüring von Aarburg die Herrschaft Schenkenberg an Hans und Markwart von Baldegg. Zwischen Brugg und den Baldeggern kam es immer öfter zu Streitigkeiten über Nutzungsrechte am Bruggerberg. Die Baldegger, die sich demonstrativ mit Österreich verbündet hatten, betrachteten das Gebiet nördlich der Aare als ihr persönliches Eigentum und störten sich an den Rechten der Stadt. Bern hatte schliesslich genug von den ständigen Schikanen gegenüber ihrer Untertanenstadt und eroberte 1460 die Herrschaft Schenkenberg. Nun waren auch die Bewohner der Dörfer nördlich von Brugg Berner Untertanen geworden. An der Randlage änderte dies jedoch wenig, denn die Grenze war lediglich um ein paar Kilometer nach Norden verschoben worden. Die kriegerischen Konflikte beeinträchtigten die Wirtschaftskraft der Stadt nachhaltig. In den achtzig Jahren nach der «Brugger Mordnacht» nahm die Bevölkerungszahl um fast die Hälfte ab, auch konnten umliegende Städte das Einzugsgebiet ihrer Märkte auf Kosten Bruggs erweitern.

### Im Gebiet von Bern
Innerhalb des Staates Bern nahm Brugg als «Munizipalstadt» eine Sonderstellung ein. Brugg war keiner Landvogtei zugeordnet und genoss eine grosse Autonomie. An der Spitze der Stadt standen zwei Schultheisse, die alternierend alle zwei Jahre den Vorsitz übernahmen. Zusammen mit sieben weiteren Personen bildeten sie den «Kleinen Rat», der die verschiedenen Verwaltungsaufgaben übernahm. Darunter stand der «Grosse Rat» mit zwölf Mitgliedern, der eine Kontrollfunktion ausübte. Alle Räte stammten aus den Reihen der 32-köpfigen «Kleinglocke». Deren Mitglieder wurden aber alle vom Kleinen Rat selbst ernannt, sodass nicht genehme Kandidaten keine Chance hatten, höhere politische Ämter zu erhalten, es sei denn durch Bestechung. Wenige einflussreiche Familien teilten die einträglichen Posten unter sich auf. Die entmachtete Bürgerschaft besass lediglich das Recht, den Pfarrer zu wählen. Das «Maiding», die Bürgerversammlung, hatte rein symbolischen Charakter.

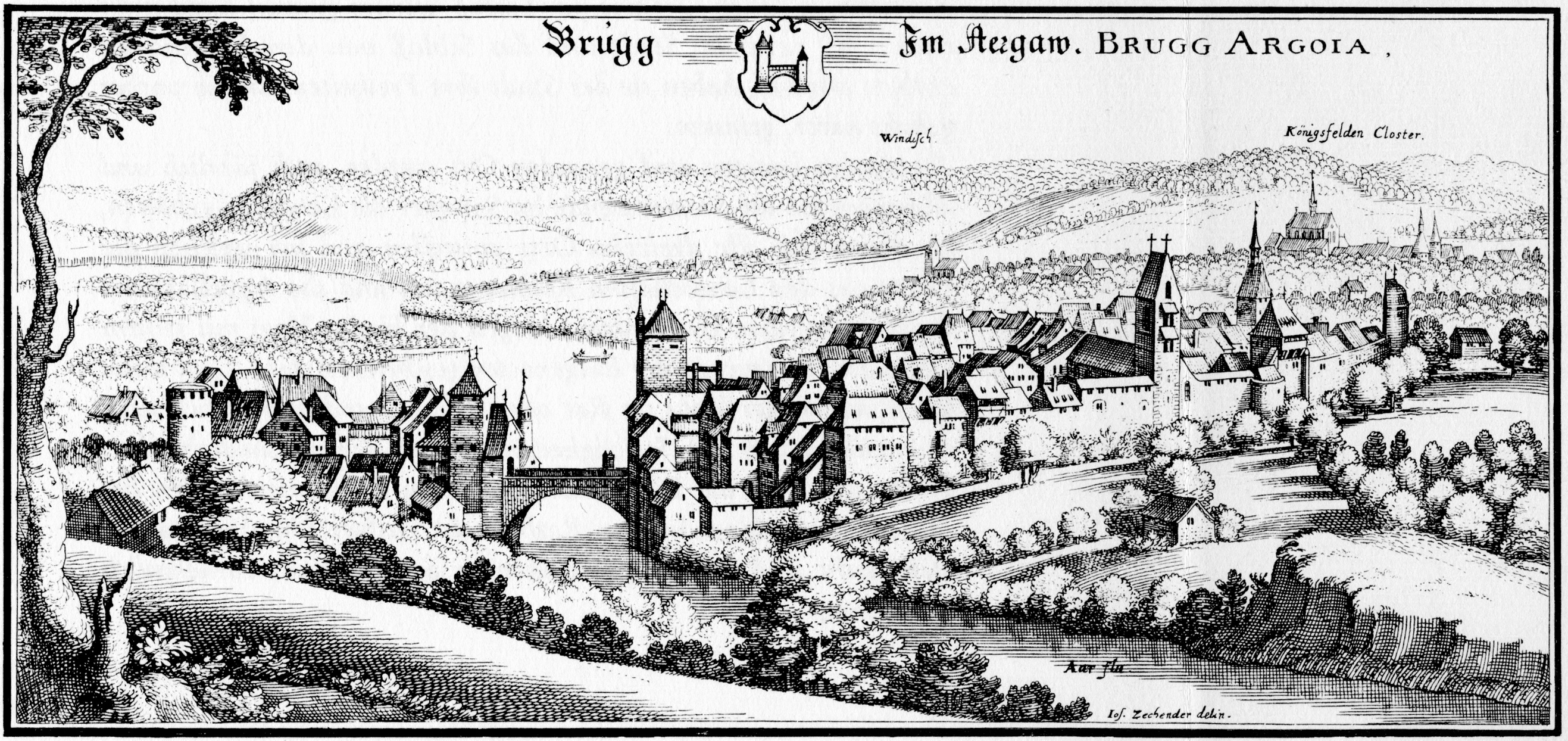
Brugg im Jahr 1642: Darstellung von Matthäus Merian in der Topographia Helvetiae, Rhaetiae et Valesiae

Im Januar 1528 beschloss Bern die Einführung der Reformation. In allen Städten und Landvogteien fanden Abstimmungen zur Wahl der Konfession statt. Während die benachbarten Landvogteien für die Reformation stimmten, gab es am 1. März in Brugg eine Mehrheit von fünf Stimmen für den Verbleib beim Katholizismus. Doch Brugg war in dieser Frage isoliert und musste sich wenige Tage später dem massiven politischen Druck aus Bern beugen.
Die mindestens seit 1396 bestehende städtische Schule wurde nach der Reformation in eine obrigkeitliche Lateinschule umgewandelt. Sie diente hauptsächlich zur Vorbereitung auf die theologische Akademie in Bern. Die Finanzierung erfolgte durch Einkünfte des aufgelösten Klosters Königsfelden. Die Lateinschule brachte überdurchschnittlich viele Pfarrer und Gelehrte hervor, weshalb Brugg den Beinamen «Prophetenstadt» erhielt.
Trotz des Untertanenstatus versuchte die Stadt immer wieder, den eigenen Einfluss auf umliegende Gebiete auszudehnen. Seit dem 13. Jahrhundert besass sie das Patronat über die Kirche in Mönthal. 1588 verkaufte Johann Georg von Hallwyl, späterer Bischof von Basel, zwei Drittel der Pfarreien Bözberg und Rein an die Stadt, ebenso einen Drittel der niederen Gerichtsbarkeit in Villnachern. Brugg erwarb 1616 ebenfalls von den Hallwylern die Herrschaft Trostburg im Wynental. Bern duldete den Machtzuwachs seiner Untertanenstadt jedoch nicht und zog die Herrschaftsrechte an sich.

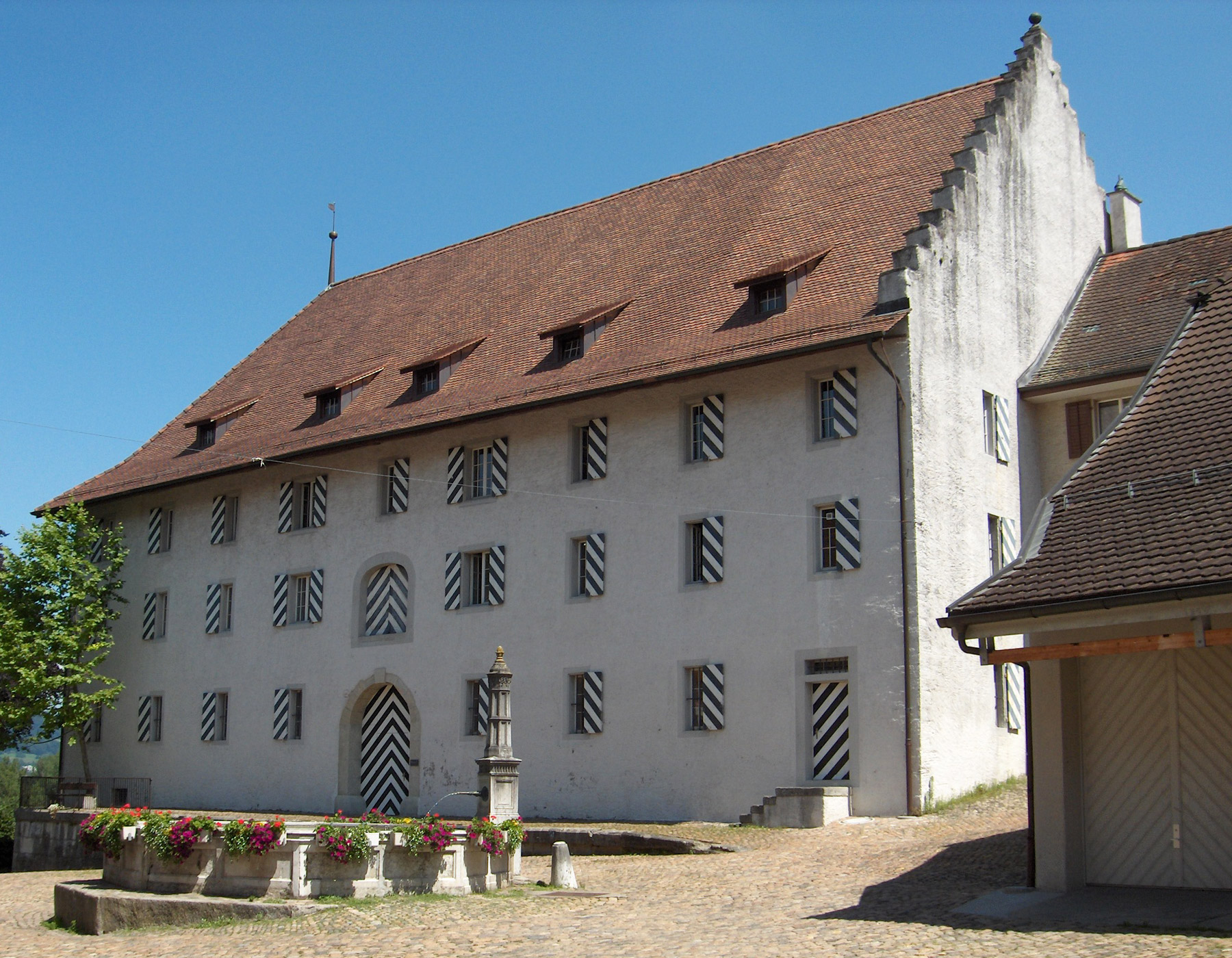
Salzhaus und Hofstattbrunnen

Während einer Pestepidemie im Jahr 1541 starben rund 180 Personen, ein Viertel der Bevölkerung. Bis 1611 stieg die Bevölkerungszahl wieder auf einen Höchststand von 930, etwa gleich viel wie knapp zweihundert Jahre zuvor. Die letzte und auch folgenschwerste Pestepidemie dauerte von September 1667 bis Januar 1669, damals starben 514 Personen oder über 60 Prozent der Bevölkerung. Ein folgenschweres Unglück ereignete sich am 1. September 1626, als ein auf der Aare in Richtung Zurzach fahrendes Schiff kenterte. Dabei ertranken über 100 Menschen, 47 davon stammten aus Brugg. Erst um 1840 entsprach die Bevölkerungszahl wieder jener von 1611.
Um 1651 fand man in Schinznach Bad, heute ein Stadtteil von Brugg, eine heisse Schwefelquelle. Die Stadt bemühte sich vergeblich um eine Fassung und Nutzung der Quelle. Später entwickelte sich daraus die noch heute bestehende Hotel- und Kuranlage Bad Schinznach.
Von jeher war in der städtischen Wirtschaftsstruktur das Handwerk vorherrschend. Es war vor allem auf die Bedürfnisse der Bevölkerung der Umgebung ausgerichtet, mit dem zunehmenden Ausbau der Verkehrswege auch der Durchreisenden (insbesondere nach dem Neubau der Bözberg-Passstrasse zwischen 1773 und 1779). Zünfte mit politischem Einfluss gab es keine. Im 18. Jahrhundert erlangte der Handel mit Salz grosse Bedeutung. Das 1732 errichtete Salzhaus war eines der grössten Salzdepots der Eidgenossenschaft, neben dem Berner Aargau versorgte es auch die Grafschaft Baden und die Freien Ämter.

### Revolutionsjahre
Die politischen Forderungen nach Gleichheit und Menschenrechten nach dem Beginn der Französischen Revolution fanden in Brugg grossen Anklang. Doch die Obrigkeit fürchtete um den Verlust ihres Einflusses und verbot öffentliche Diskussionen dazu. Deshalb trafen sich die interessierten Bürger seit 1796 in einem Club mit dem Decknamen "Billard-Club". In diesem wurden die Ideen der französischen Revolution besprochen und die Übertragung auf Brugg diskutiert.
Als die französischen Truppen zu Beginn des Jahres 1798 immer weiter vorrückten und das Ende der Berner Herrschaft absehbar war, übernahm ein Revolutionskomitee die Macht in Brugg. Nachdem die von General Guillaume-Marie-Anne Brune geführten französischen Truppen am 5. März in Bern einmarschiert waren, konstituierten die Delegierten der grossen Kantone am 12. April in Aarau die Helvetische Republik.

### 19. Jahrhundert

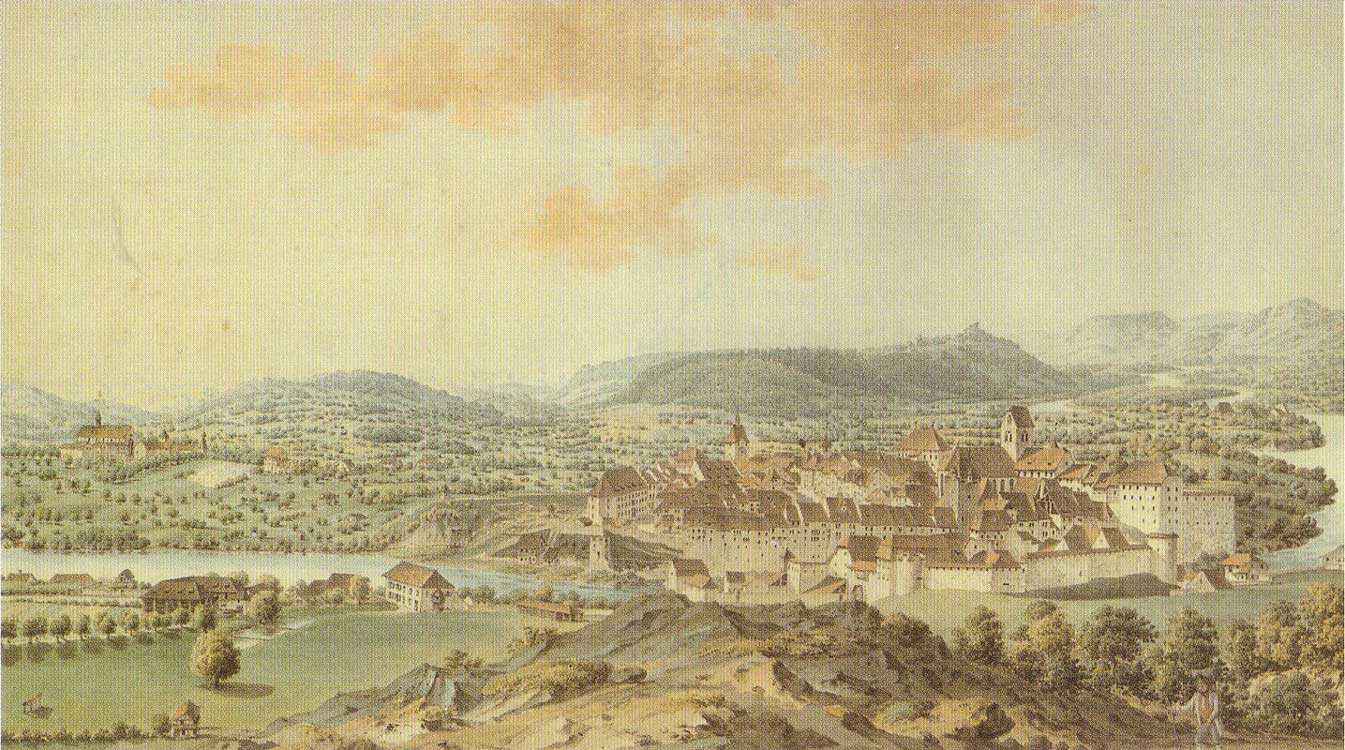
Brugg um 1810

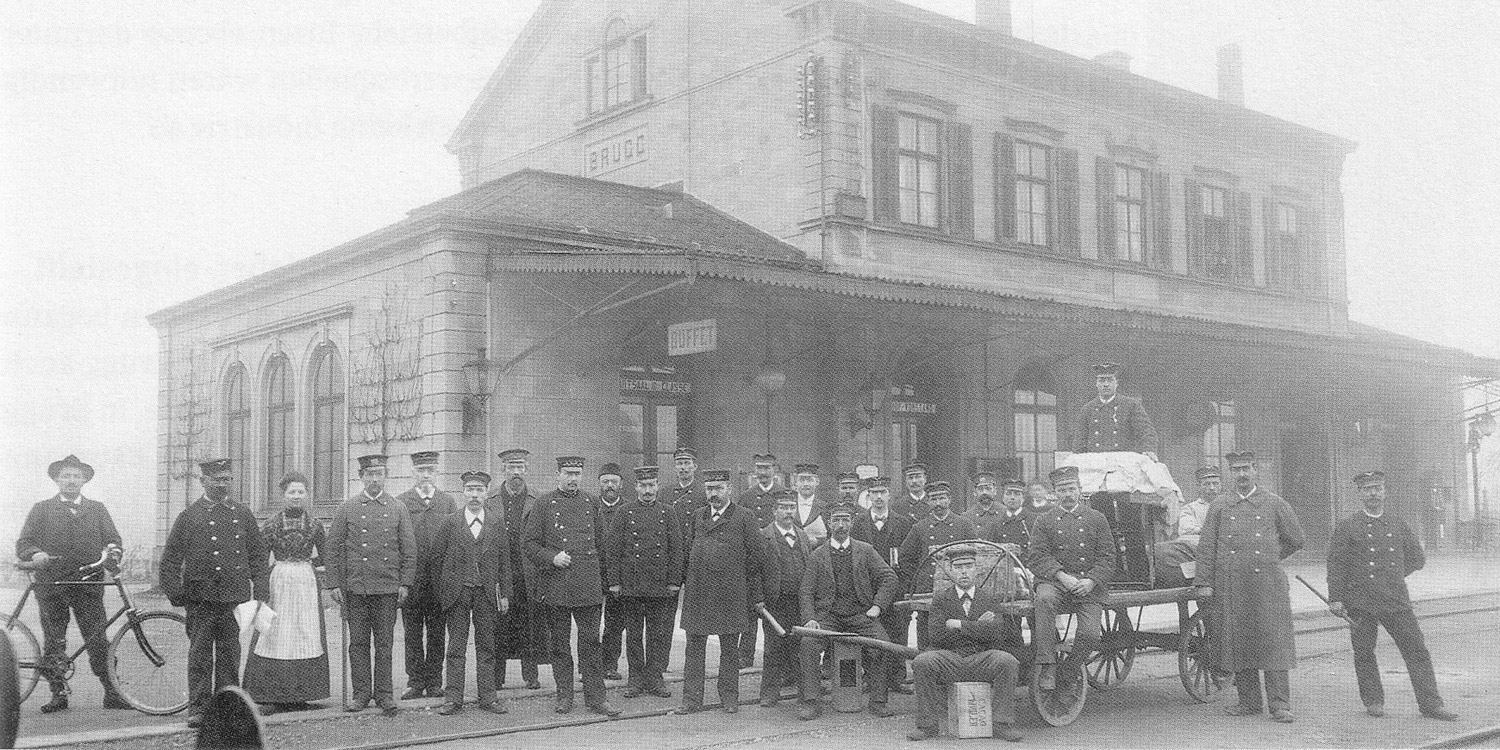
Bahnhofpersonal Ende des 19. Jahrhunderts

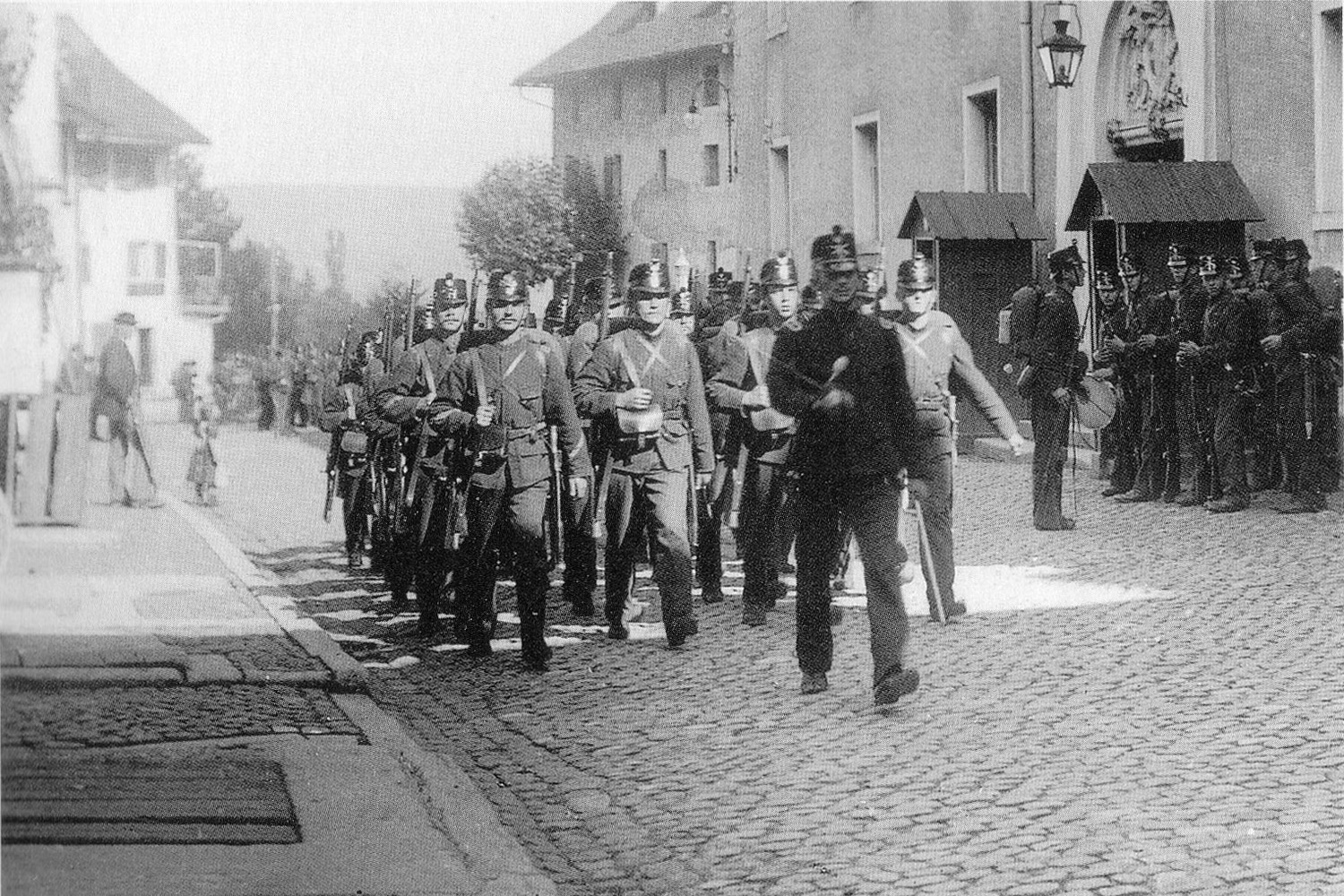
Exerzierende Soldaten, ca. 1895

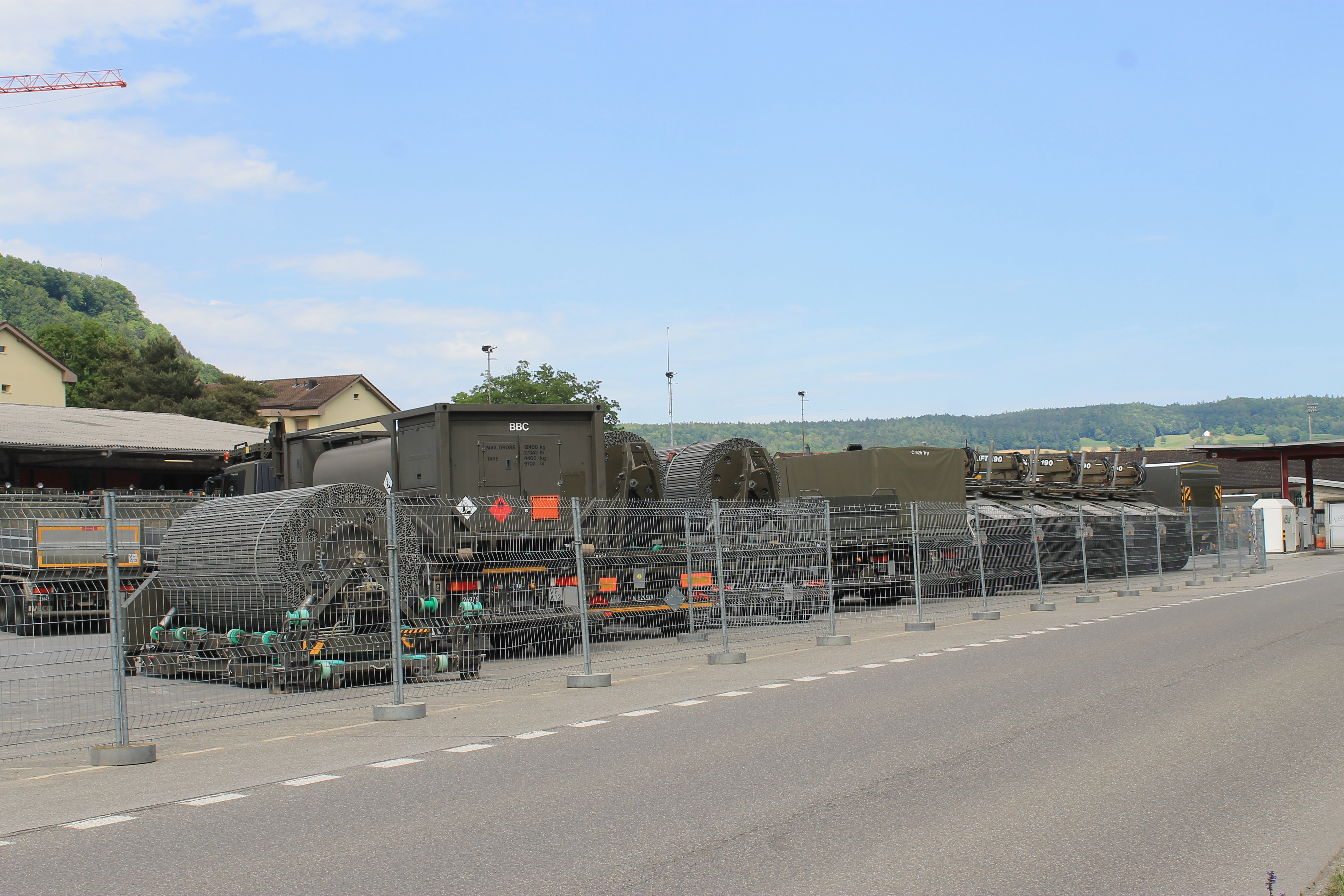
Fahrzeuge und Material der Schweizer Genietruppen in Brugg

Im helvetischen Zentralstaat waren die Kantone reine Verwaltungseinheiten, die weiter in Distrikte und Munizipalitäten unterteilt waren. Brugg verlor sämtliche Vorrechte und war nun Distrikthauptort im Kanton Aargau. Die revolutionäre Stimmung verflog rasch. Dazu trug vor allem der Zweite Koalitionskrieg im Jahr 1799 bei, als die Front durch das Aaretal verlief und Hunderte von französischen Soldaten in den Häusern der Stadt einquartiert wurden. Als sich die Franzosen 1802 für einige Monate aus der Schweiz zurückzogen, hatten die Anhänger der alten Ordnung die Oberhand. Während des Stecklikriegs plünderten Bauern aus der Umgebung das Zeughaus. Mit der am 19. März 1803 von Napoleon Bonaparte unterzeichneten Mediationsakte wurde Brugg endgültig zum Bezirkshauptort im Kanton Aargau.
Zu Beginn des 19. Jahrhunderts wandelte sich Brugg zu einer Hochburg des Liberalismus. Brugger Politiker spielten beim Aufbau des neuen Kantons eine führende Rolle. Als äusseres Zeichen der Aufbruchstimmung füllte man 1811 den Stadtgraben auf und riss zwischen 1829 und 1840 fast alle Befestigungsanlagen nieder. Das starke Gefälle der Hauptstrasse, der wichtigsten Strasse durch die Altstadt, behinderte die Fuhrwerke und wurde 1836 unter der Leitung des später weltbekannten Ingenieurs Alois Negrelli von Moldelbe ausgeglichen. 1823 schloss Brugg mit Lauffohr einen Vertrag ab: Für 1669 Franken verkaufte die Nachbargemeinde rund einen Viertel ihres Gebietes. 1827 erwarb die Stadt von Umiken das Gelände bei der Brunnenmühle nahe der Vorstadt und verzichtete dafür auf Rechte an Holz und Feldern im «Umiker Schachen».
Die anfänglich positive Grundstimmung gegenüber den Herausforderungen der Moderne wich einer bewahrenden Mentalität. Die Brugger konzentrierten sich auf ihre vermeintlichen Stärken Handwerk, Gewerbe und Handel. Für die Ansiedlung von Industrie fehlte der politische Wille. Auch hegte das Brugger Bürgertum Vorurteile gegenüber Fabrikarbeitern. Von diesem Zögern profitierten Nachbardörfer wie Windisch und Turgi, wo grosse Textilfabriken entstanden.
Die Schweizerische Nordostbahn verlängerte am 29. September 1856 die Bahnstrecke Zürich–Baden, die erste Eisenbahn der Schweiz, bis nach Brugg. Die Kantonshauptstadt Aarau wurde am 15. Mai 1858 erreicht. Wirtschaftlich brachte die Eisenbahn zunächst vor allem Nachteile, weil das Fuhrhaltereigewerbe, das vom Transitverkehr über den Bözbergpass lebte, weitgehend zusammenbrach. Die Brugger beklagten sich auch, der Bahnhof läge mit zehn Gehminuten zu weit entfernt, wodurch die Stadt zusätzlichen Schaden erleide. Die Windischer hingegen beschwerten sich, dass der Bahnhof «Brugg» hiess, obwohl er auf ihrem Gemeindegebiet lag.
Ursache dieses Streits war der komplizierte Grenzverlauf zwischen beiden Gemeinden. Zur Stadt gehörte lediglich das «Burgerziel», ein schmaler Landstreifen rund um die ehemalige Stadtmauer. Südlich davon lag die «Ehfäde», ein landwirtschaftlich genutzter Sonderbezirk, der gänzlich in Privatbesitz von Brugger Bürgern war. Obwohl sämtliche Besitzerwechsel durch Brugg genehmigt werden mussten, gehörte das Gebiet steuerrechtlich und politisch zu Windisch. Immer wieder hatte die Stadt vergeblich versucht, sich die Ehfäde anzueignen. 1856 befand die Kantonsregierung, das Bestehen zweier unterschiedlicher Gemeindegrenzen sei nicht mehr zeitgemäss und schlug die Ehfäde Windisch zu. Doch die Nachbargemeinde steckte in finanziellen Nöten und verkaufte 1863 dieses Gebiet, auf dem inzwischen der Bahnhof errichtet worden war, für 25'000 Franken an Brugg.
Durch den Bau zweier weiterer Strecken wurde Brugg ein Eisenbahnknotenpunkt: Die Bözbergbahn nach Basel wurde am 2. August 1875 eröffnet, die Aargauische Südbahn nahm am 1. Juni 1882 die Strecke nach Hendschiken in Betrieb. Zwar waren jetzt ausgezeichnete Verkehrsverbindungen und genügend Bauland vorhanden, doch noch immer entwickelte sich die Industrie nur zögerlich. 1864 entstand eine Druckerei, für deren Bau aber der «Effingerhof» weichen musste, die ehemalige Stadtresidenz der Habsburger. Ein weiteres markantes Gebäude, die Hallwylerfestung, wurde 1883 abgerissen und durch ein Schulhaus ersetzt. 1882 entstand die neue Wasserversorgung, 1892 das gemeindeeigene Kraftwerk Brugg, ab 1896 die Kanalisation, 1911 das Gaswerk.
Die militärische Tradition der Stadt wurde 1848 begründet. Die hier stationierten Pontoniertruppen exerzierten in der Altstadt und waren zunächst in Privathäusern untergebracht. Nach zahlreichen Beschwerden beschloss die Kantonsregierung 1856 den Umbau des ehemaligen Kornhauses in eine Kaserne. Zwischen 1876 und 1878 entstand beim «Geissenschachen» ein Truppenübungsplatz und 1898 ein neuer Kasernenkomplex. Brugg wurde dadurch zum Zentrum der Schweizer Genietruppen.

### 20. Jahrhundert
Der Durchbruch in der industriellen Entwicklung gelang erst 1892 mit der Inbetriebnahme des städtischen Elektrizitätswerks an der Aare, das bis zum Jahr 1952 in Betrieb war. In rascher Folge siedelten sich zahlreiche Industriebetriebe an, und Brugg erlebte einen wirtschaftlichen Aufschwung. Schon bald aber spürte die Stadt erneut die Nachteile der engen Grenzen des Stadtareals. Zwischen 1898 und 1901 wurden im Kanton Aargau zwölf kleine Gemeinden gegen ihren Willen zusammengeschlossen, da sie wirtschaftlich nicht überlebensfähig schienen und die gesetzlich vorgeschriebenen Aufgaben nicht erfüllen konnten. Von dieser Entwicklung war auch Altenburg betroffen. Obwohl sich die Gemeindeversammlung mit 42 zu 2 Stimmen dagegen aussprach, wurde die Eingemeindung in die Stadt Brugg am 1. Januar 1901 gemäss dem Beschluss des Grossen Rates des Kantons Aargau vollzogen. Brugg konnte dadurch seine Fläche auf das Doppelte erweitern.

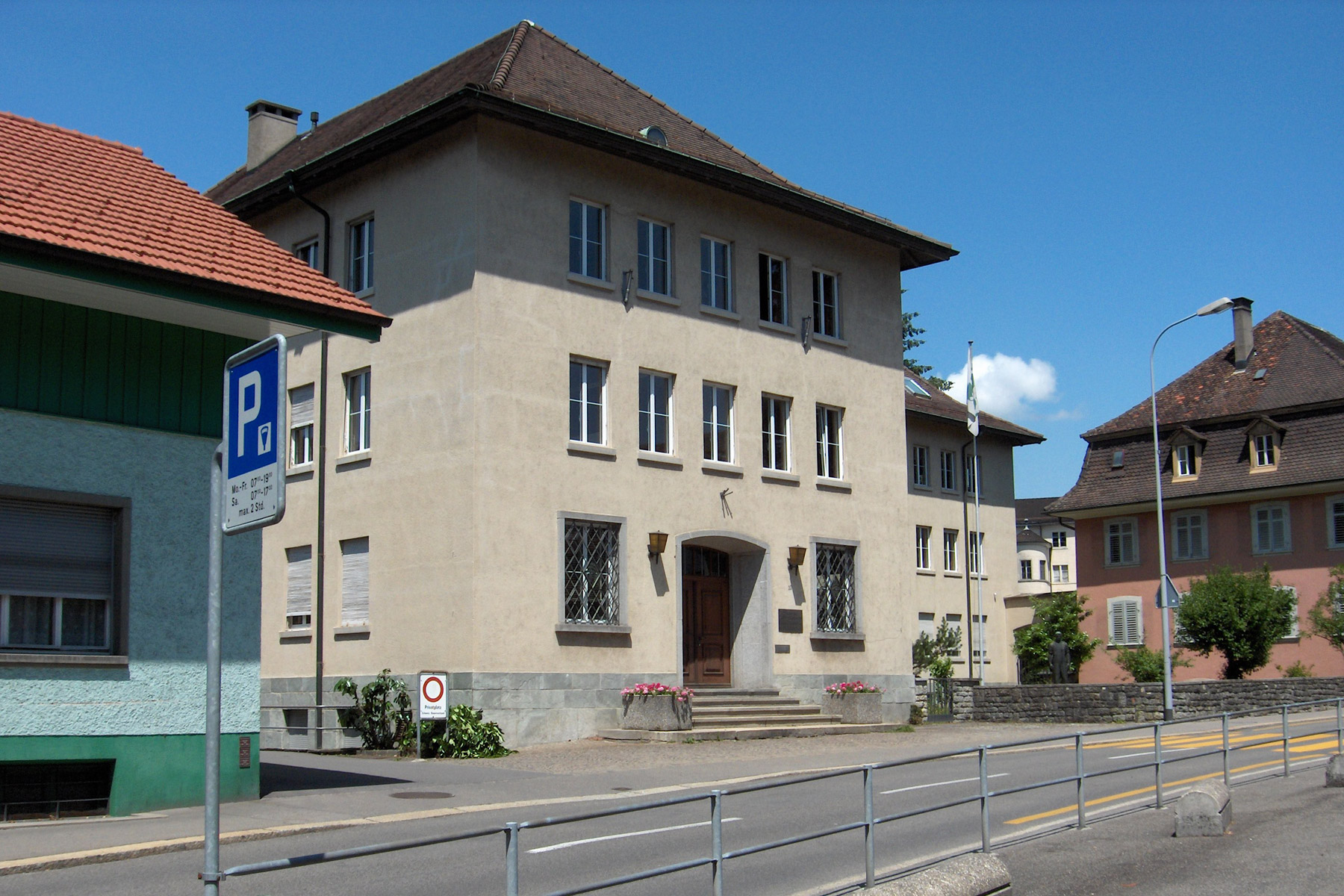
«Haus des Schweizerbauern», Sitz des Schweizer Bauernverbandes

Die Landwirtschaft hatte früher nie eine bedeutende Rolle gespielt, doch verschiedene Umstände führten um die Jahrhundertwende zum Aufstieg Bruggs zur «Bauernmetropole». Die «Landwirtschaftliche Winterschule», eine Aus- und Weiterbildungsstätte für Landwirte, wurde 1887 eröffnet und bezog 1901 einen Neubau an der Baslerstrasse. Dass Brugg im Jahr 1900 Sitz des Schweizer Bauernverbandes wurde, ist Zufall: Die Ehefrau von Verbandspräsident Ernst Laur stammte aus Brugg und wollte auf keinen Fall fortziehen, weshalb der Verband seinen Sitz von Bern hierhin verlegte. Das kleine Bauernsekretariat entwickelte sich zu einer der mächtigsten Interessenvertretungen der Schweiz. Seit dem Eisenbahnbau spielte auch der Viehhandel eine bedeutende Rolle, besonders mit Rindern. Die Markthalle entwickelte sich bis 1930 zu einem bedeutenden überregionalen Umschlagplatz; der Viehmarkt wurde aber 1997 geschlossen und nach Brunegg verlegt.
Die Katholiken, deren Anteil an der Bevölkerung durch den Zuzug von Fabrikarbeitern stark angestiegen war, erhielten 1907 (fast 400 Jahre nach der Reformation) wieder ein eigenes Gotteshaus. 1911 wurde das städtische Gaswerk in Betrieb genommen (Stilllegung 1967), dafür trat Windisch kostenlos ein Grundstück an der Aare ab und sicherte sich im Gegenzug einen vorteilhaften Gaspreis. Der wirtschaftliche Aufschwung endete während des Ersten Weltkriegs, und viele Einwohner lebten unter dem Existenzminimum. Während des Landesstreiks im November 1918 wurde in sämtlichen Fabriken die Arbeit niedergelegt. Die Weltwirtschaftskrise hatte ebenfalls hohe Arbeitslosigkeit sowie die Schliessung einiger Betriebe zur Folge. Unter dem Eindruck der Machtergreifung der NSDAP in Deutschland kam es 1933 in Brugg zu mehreren Kundgebungen der Nationalen Front mit bis zu 3000 Teilnehmern (und zu Gegenveranstaltungen). 1935 bis 1939 war eine NSDAP-Ortsgruppe aktiv, die Mitglieder waren allesamt deutsche Arbeiter.
Nachdem der Zweite Weltkrieg erneut Einschränkungen gebracht hatte, begann nach Kriegsende eine Phase der Hochkonjunktur, die drei Jahrzehnte andauern sollte. Die rasante wirtschaftliche Entwicklung führte zur Planung grosser öffentlicher Bauvorhaben, die jedoch nicht realisiert wurden, wie zum Beispiel eine vierspurige Schnellstrasse und die totale städtebauliche Umgestaltung des Gebiets südlich der Altstadt. Ein grosser Binnenschifffahrtshafen mit zwei Hafenbecken im Aufeld wäre bei der lange Zeit ernsthaft geprüften Schiffbarmachung von Hochrhein und Aare (Transhelvetischer Kanal) gebaut worden.
Ein umstrittenes politisches Thema während der 1960er Jahre war die Eingemeindung von Lauffohr. Über zwei Drittel der Einwohner dieser Gemeinde lebten im rasch wachsenden Dorfteil Au. Dieser grenzte unmittelbar an Brugg und war damals vom alten Dorfkern durch eine weite unüberbaute Fläche deutlich getrennt. Die Bewohner der Au fühlten sich zu Brugg hingezogen und strebten deshalb eine Gemeindefusion an. Bei der Abstimmung im September 1962 waren 97 Stimmbürger für und 64 gegen die Fusion. Das Interesse von Brugg an der kleinen Landgemeinde hielt sich in Grenzen, und 494 Jastimmen standen 409 Neinstimmen gegenüber. Dieses eher knappe Ergebnis und die damals sehr starke Gewichtung der Gemeindeautonomie bewogen den Grossen Rat dazu, das Ergebnis nicht anzuerkennen. Bei den Lauffohrer Gemeinderatswahlen im August 1965 gingen sämtliche Sitze an Fusionsbefürworter, und das Thema blieb weiterhin aktuell. Bei einer zweiten Abstimmung über den Gemeindezusammenschluss im April 1969 lautete das Ergebnis in Brugg 1095 Ja zu 397 Nein, in Lauffohr 113 Ja zu 100 Nein. Inzwischen hatte der Grosse Rat seine Haltung gegenüber Gemeindefusionen geändert und bestätigte das Ergebnis. Die Fusion erfolgte schliesslich am 1. Januar 1970.
Die Ölpreiskrise von 1973 hatte einen wirtschaftlichen Strukturwandel hin zum Dienstleistungssektor zur Folge: Unternehmen wie die Georg Fischer AG verlegten die Produktion, andere wie die Traugott Simmen AG (in den 1950er und den 1960er Jahren die renommiertesten Möbelhersteller der Schweiz) gingen bankrott. Auch machte die Krise die meisten hochfliegenden Pläne zunichte. Verwirklicht wurden nur die Einkaufszentren Neumarkt I und Neumarkt II (1975 bzw. 1982) sowie die «Mittlere Umfahrung» (1980) mit der neuen Casinobrücke über die Aare, welche die Altstadt wirksam vom Durchgangsverkehr entlastete.

### 21. Jahrhundert

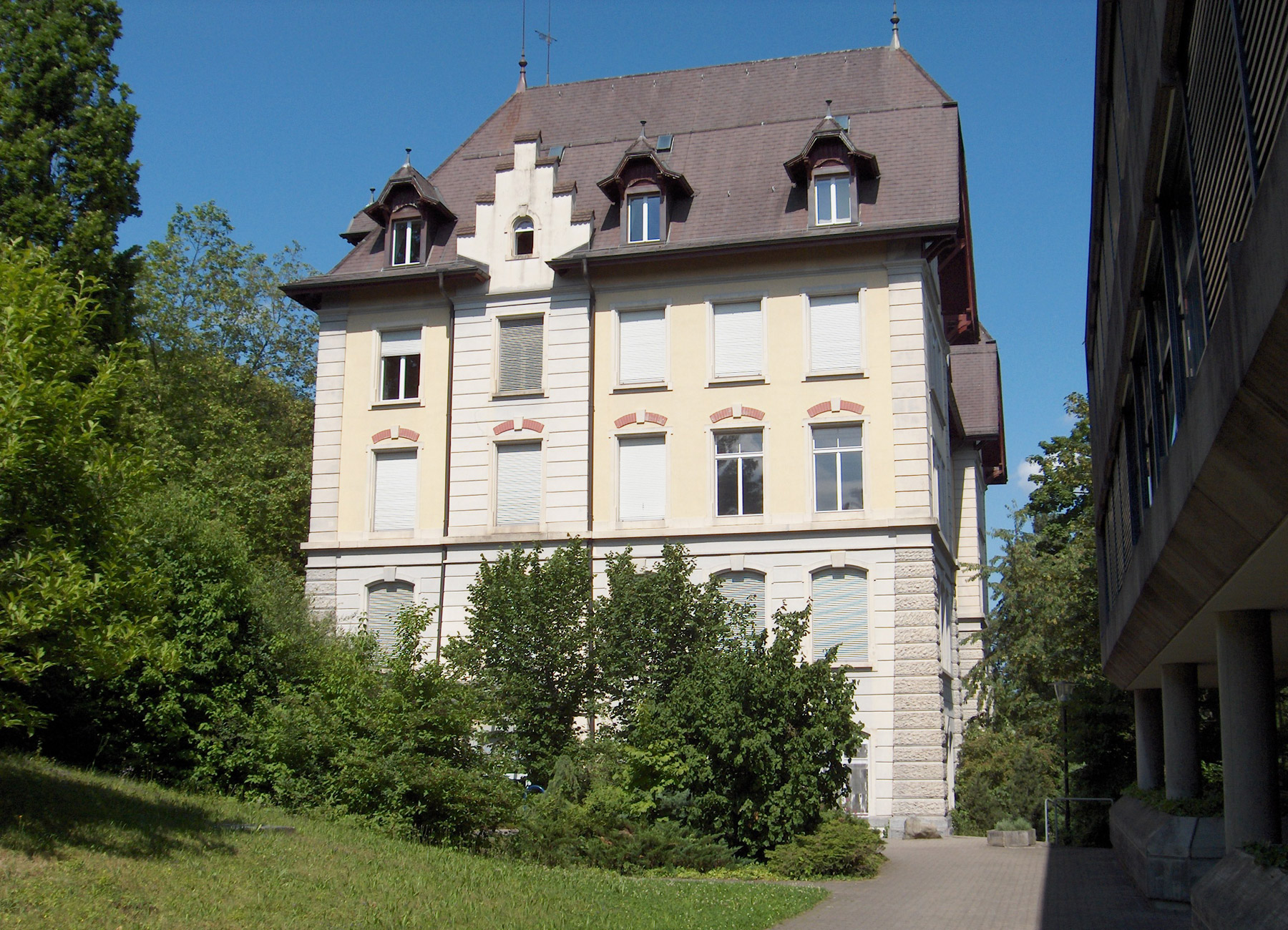
Pädagogische Fachhochschule

Die Entwicklung Bruggs zum bedeutenden Bildungsstandort begann Ende der 1950er Jahre. 1958 zog die «Landwirtschaftliche Winterschule» nach Gränichen um. An ihre Stelle trat die «Frauenschule», in der Handarbeits-, Hauswirtschafts- und Kindergartenlehrerinnen ausgebildet wurden. Daraus entwickelten sich das Lehrerseminar (1973) und schliesslich die Pädagogische Fachhochschule (2001). In Windisch entstand das kantonale Technikum. Beide Institutionen gingen am 1. Januar 2006 in der Fachhochschule Nordwestschweiz auf. 2013 konnte nach einer mehrjährigen Planungsphase der Campus Brugg-Windisch eröffnet werden. Mit den über 3000 Studierenden ist der einzige Standort der Fachhochschule Nordwestschweiz im Kanton Aargau das grösste Bildungszentrum zwischen Basel, Bern und Zürich. Gemeinsam mit der Gemeinde Windisch ist die Stadt Brugg Eigentümerin des Campussaals im Hauptgebäude. Mit bis zu 800 Plätzen ist er der grösste Saal im Bezirk Brugg.
Im Gesundheitsbereich konnte Brugg seinen Standortvorteil jedoch nicht ausspielen. Im September 2003 gab der Aargauer Regierungsrat bekannt, dass das 1913 eröffnete Bezirksspital aus Spargründen schliessen müsse. Daraufhin regte sich in der Region heftiger Widerstand, Höhepunkt war im Februar 2005 eine Demonstration mit über 6000 Teilnehmern (die mit Abstand grösste Protestkundgebung in der Geschichte Bruggs). Doch der Grosse Rat genehmigte am 8. März die Schliessung per Ende September 2005 und die Umwandlung in ein Pflegeheim, was den Verlust von 300 Arbeitsplätzen bedeutete. Damit ging eine lange Tradition zu Ende, die 1450 mit der Eröffnung des Heiliggeistspitals begonnen hatte. Das Pflegeheim wurde nicht realisiert, doch aus privater Initiative heraus entstand 2005 das Medizinische Zentrum Brugg, das in den Räumlichkeiten des ehemaligen Bezirksspitals ambulante medizinische Dienstleistungen erbringt.
Weil die Siedlungsgebiete von Brugg und Windisch vollständig zusammengewachsen sind und die beiden Gemeinden wegen des umfangreichen Projekts «Vision Mitte» ohnehin stets enger zusammenarbeiten, kam der Ruf nach einer Gemeindefusion auf. Beide Gemeindeparlamente stimmten im Mai 2006 deutlich einer Volksinitiative zu, welche die Aufnahme von Fusionsverhandlungen verlangt. Doch gegen diesen Entscheid kam ein Referendum zustande. Die Volksabstimmung fand am 24. September 2006 statt, die Initiative wurde mit einer Mehrheit von 63 % deutlich abgelehnt. Als Hauptgründe für die Ablehnung einer Gemeindefusion wurden die grossen Unterschiede bei der Steuerbelastung und die Schuldenlast der Gemeinde Windisch angeführt. Die Frage einer möglichen Fusion von Brugg mit Windisch ist derzeit nicht aktuell.
Diese Vorgänge hatten keinen Einfluss auf die Eingliederung von Umiken in das Stadtgebiet. Eine vom Stadtrat im März 2007 präsentierte Studie führte positive Effekte einer allfälligen Gemeindefusion auf. Am 27. Juni 2008 stimmte der Einwohnerrat dem Vertrag zu, der die Fusion Umikens mit Brugg regelt. Dieser Entscheid wurde an der Abstimmung vom 28. September 2008 mit 1748 zu 224 Stimmen bestätigt (Ja-Anteil 88,6 %), in Umiken mit 330 zu 55 Stimmen (85,7 %). Der Zusammenschluss erfolgte am 1. Januar 2010.
Brugg ist eine Standortgemeinde des möglichen Atommülllagers Jura-Ost. Die Vorabklärungen und -sondierungen für ein Lager für Hochaktive Abfälle (HAA-Lager) in der Region Brugg laufen seit 1983. Das von der NAGRA Jura-Ost genannte Gebiet hat einen optimalen Lagerperimeter, der grösstenteils auf dem Gebiet der Gemeinde Bözberg liegt und den Gemeindebann von Brugg im Nordwesten berührt. Voraussichtlich 2018 wird vom Bundesrat entschieden, ob das Gebiet im Auswahlverfahren bleibt.
Am 4. März 2018 stimmten die Stimmberechtigten von Brugg und Schinznach-Bad der Fusion der beiden Gemeinden per 1. Januar 2020 zu. Das Zusammenschlussprojekt Brugg Schinznach war im Jahr 2015 offiziell eingeleitet worden, als die Gemeindeversammlung von Schinznach-Bad und der Einwohnerrat von Brugg die Projektkredite genehmigten. Am 17. August 2015 konstituierte sich die Projektleitung, der je vier Vertreter der beiden Gemeinden und die Leiterin der Gemeindeabteilung des Kantons Aargau angehörten. Im Vergleich zum damals vorgesehenen Zeitplan fanden die Abstimmungen an den Urnen bereits ein halbes Jahr früher statt.

## Sehenswürdigkeiten

### Altstadt

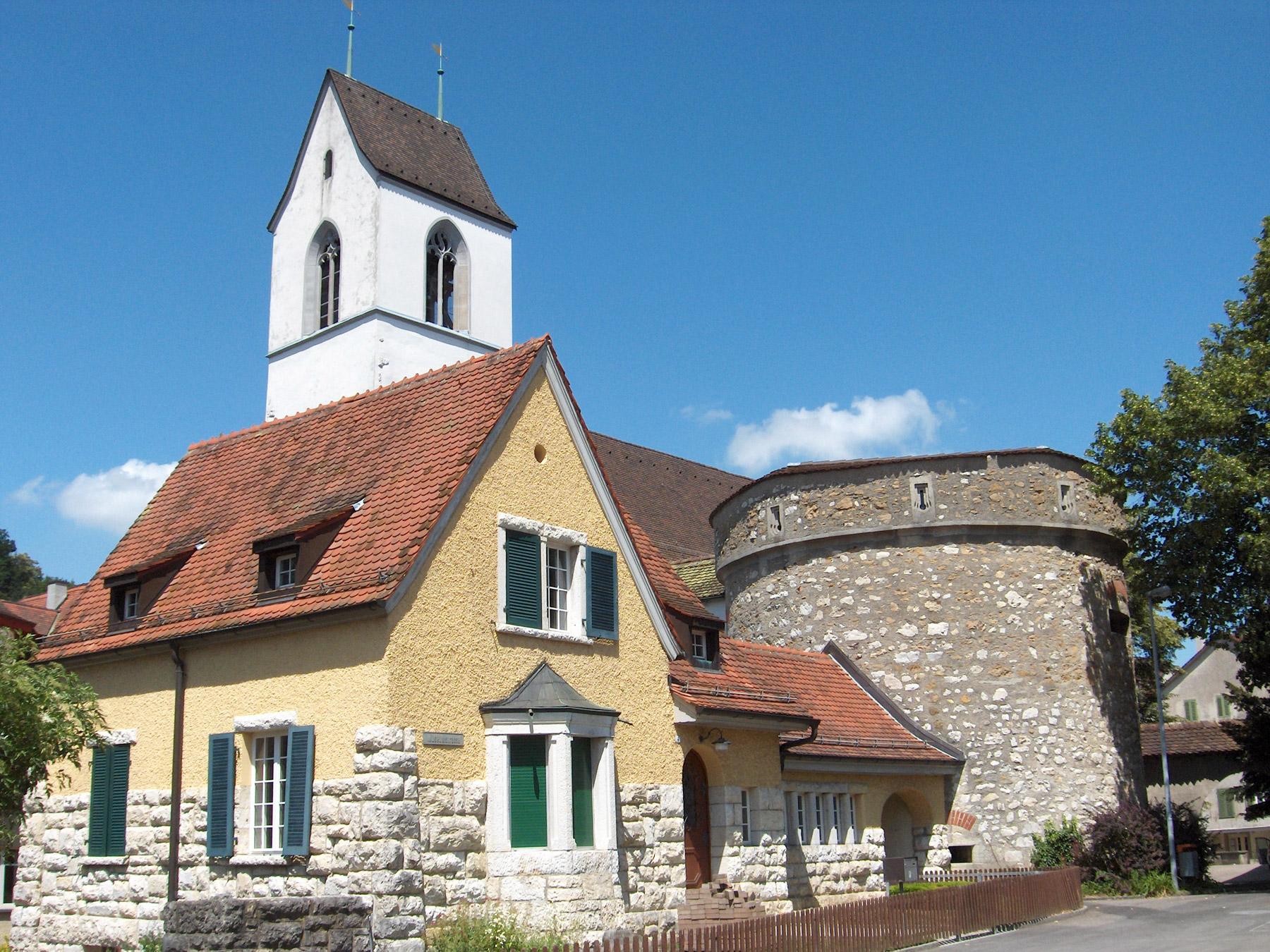
Turm der ref. Kirche und Archivturm

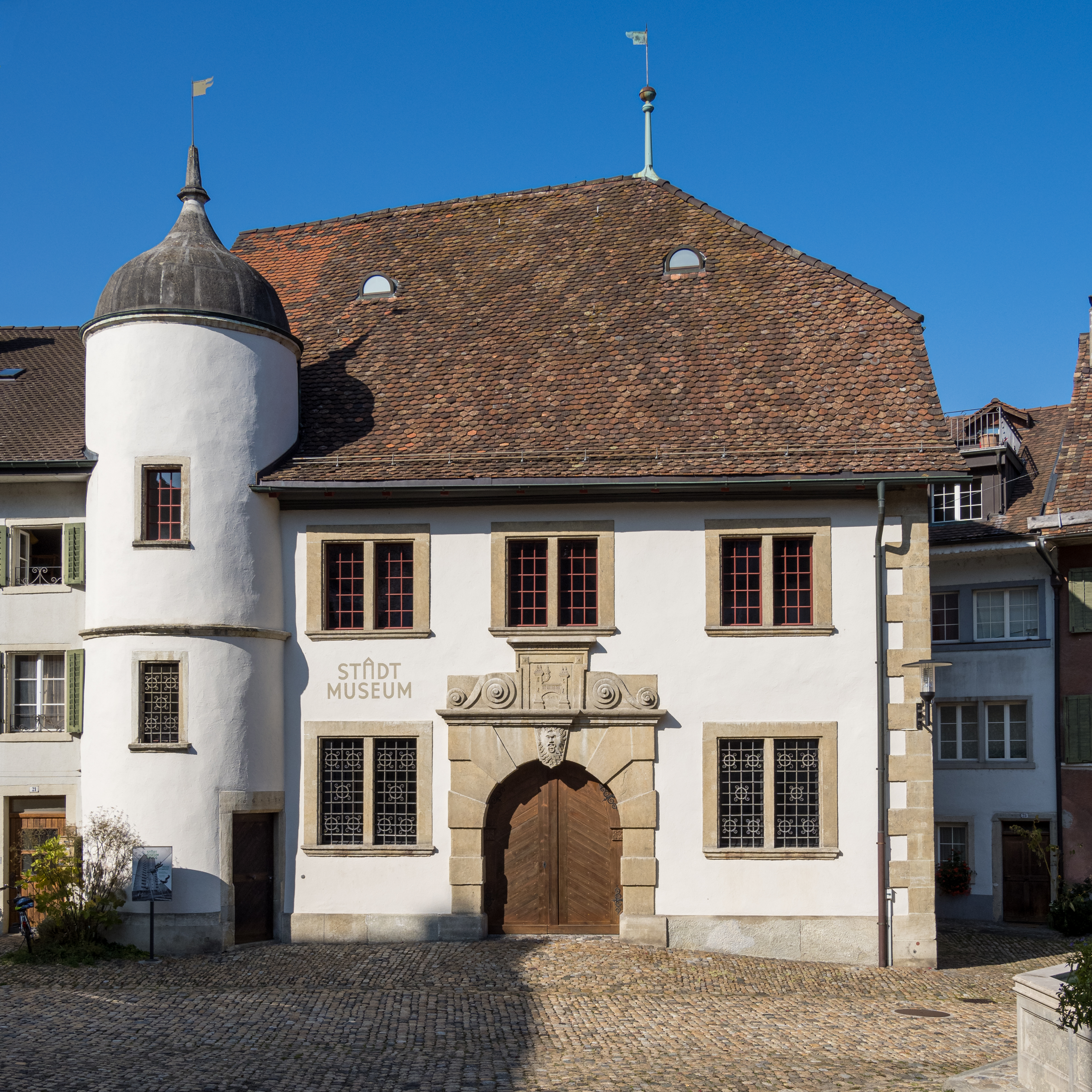
Stadtmuseum im ehemaligen Zeughaus Brugg

Die Brugger Altstadt entstand an der Engstelle der Aare und besteht aus zwei Teilen. Der weitaus grössere glockenförmige Teil liegt südlich der Aare an einem leicht abfallenden Hang, die wesentlich kleinere Vorstadt nördlich der Aare am Fusse des Bruggerbergs. Fast alle Gebäude bestehen aus Muschelkalkstein. Die Befestigungsanlagen sind nur noch bruchstückhaft vorhanden, meist in die Bebauung integriert und von Fenstern und Durchgängen durchbrochen. Von den Türmen erhalten geblieben sind der Archivturm und die untere Hälfte des Storchenturms an der Westseite sowie ein Eckturm an der Nordseite der Vorstadt.
Das älteste Gebäude der Stadt ist der Ende des 12. Jahrhunderts gebaute Schwarze Turm, eine 25,70 Meter hohe Turmburg. Der als Brückenkopf errichtete Turm besteht teilweise aus Baumaterial aus dem Legionslager Vindonissa. 1535 wurde er um mehrere Meter erhöht. Daran angebaut ist das im Jahr 1579 im spätgotischen Stil errichtete Rathaus.
Den Mittelpunkt des Kirchenbezirks an der Westseite bildet die reformierte Stadtkirche. Der älteste erhaltene Teil, ein in die ehemalige Stadtbefestigung integrierter Turm, entstand um 1220. Zwischen 1479 und 1518 wurde das Gebäude in vier Bauetappen zu einer spätgotischen Anlage mit drei Schiffen, Seitenkapellen und einem Chor ausgebaut. Seit 1528 dient die Kirche der reformierten Pfarrgemeinde von Brugg. Die Innenraumgestaltung stammt von 1641/42. Ihre heutige Gestalt erhielt die Stadtkirche zwischen 1734 und 1740, als sie im barocken Stil umfassend umgebaut wurde. 1896 wurden neue Fenster eingesetzt, die mit den Wappenscheiben alter Brugger Stadtgeschlechter verziert sind.

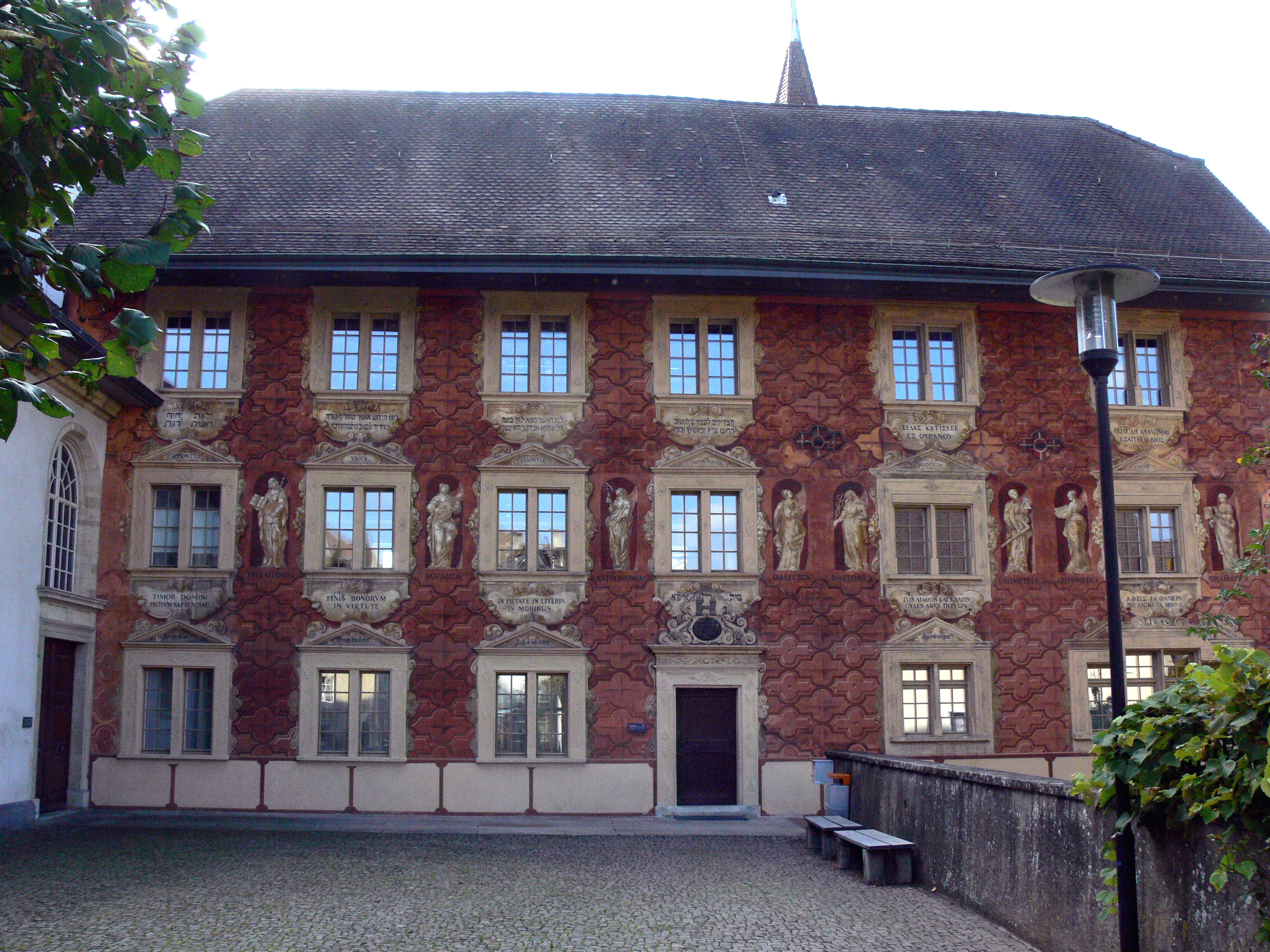
Lateinschule

Unmittelbar neben der Kirche steht die ehemalige Lateinschule. Das dreistöckige Gebäude im Barockstil stammt von 1638/40, die hintere Mauer bildete einen Teil der Stadtbefestigung. Die Vorderfront weist eine farbenprächtige, in dieser Form selten auftretende humanistische Monumentalmalerei auf. Allegorische Frauengestalten stellen die Theologie und die «sieben freien Künste» dar (Grammatik, Arithmetik, Geometrie, Rhetorik, Dialektik, Astronomie und Musik). Die Kartuschen unter den Fenstersimsen sind mit Bibelsprüchen in deutscher, lateinischer, griechischer und hebräischer Sprache verziert.
Im südöstlichen Teil der Altstadt befindet sich die Hofstatt, der einzige grössere Platz. An deren Nordseite steht das ehemalige Zeughaus (erbaut 1673). Von der Gassenfront hebt sich das barocke Gebäude durch seinen vorgelagerten Treppenturm mit welscher Haube ab (ein in der Deutschschweiz sehr selten anzutreffendes Bauelement). Die Südseite der Hofstatt wird flankiert durch das dominante Salzhaus (erbaut 1732), in dem bis Mitte des 19. Jahrhunderts Salz gelagert wurde; abgesehen vom Dachboden gibt es nur einen einzigen Raum mit zwölf tragenden Säulen.
Die Wohnhäuser der Altstadt stammen vorwiegend aus dem 16. bis 18. Jahrhundert und weisen gotische oder barocke Stilelemente auf. Vereinzelt kommen Rokoko-Verzierungen vor. Hervorzuheben sind das «Bürgerasyl» (Hospital, 1747), die Landschreiberei der Vogtei Schenkenberg (1606), das Kornhaus (1697), das Haus «Roter Bären» (1750) und das Haus «Hirschen» (ca. 1750). Teilweise im klassizistischen Stil errichtet wurde das «Zimmermannhaus» in der Vorstadt (1805).

### Ausserhalb der Altstadt

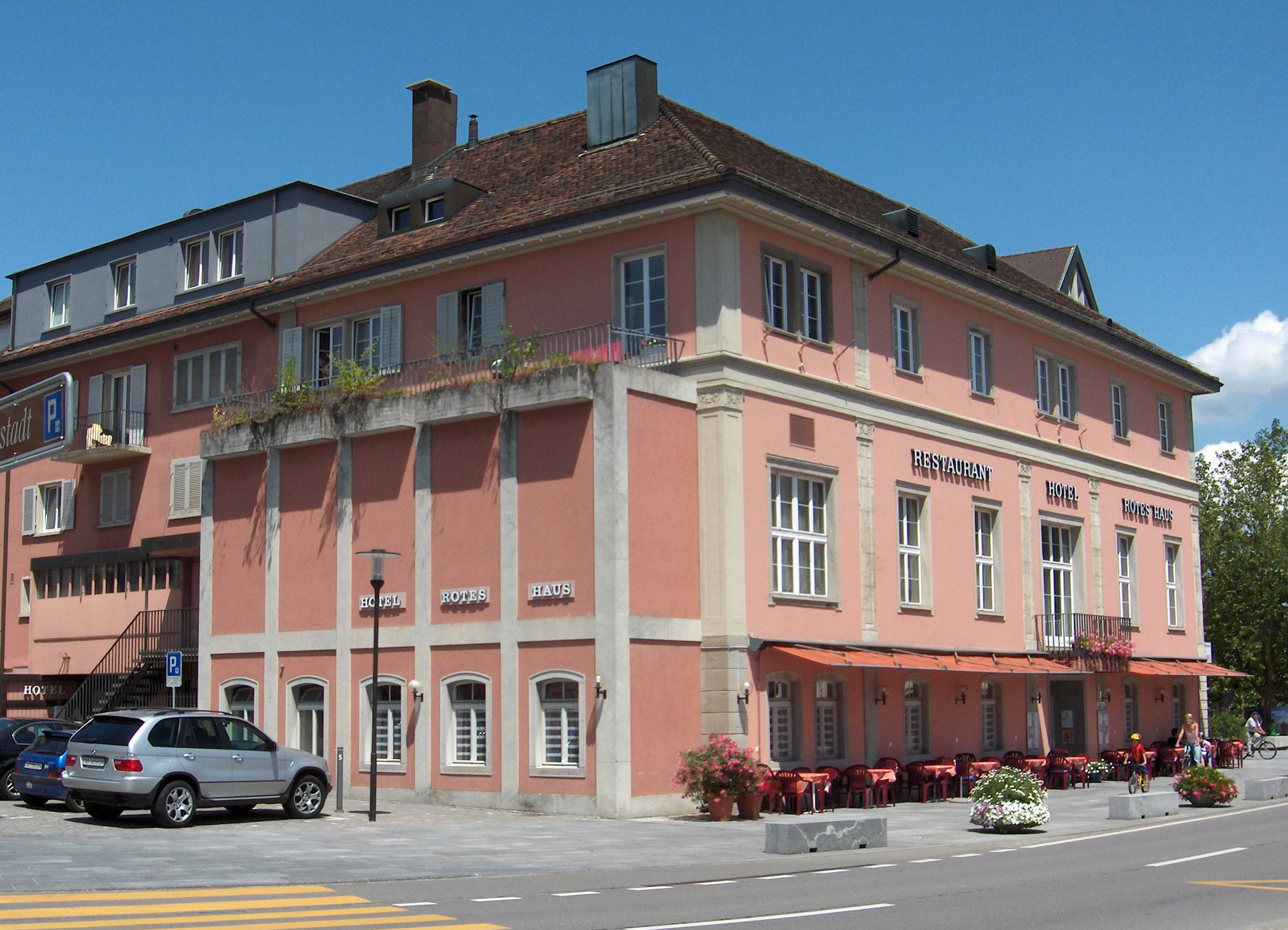
Rotes Haus

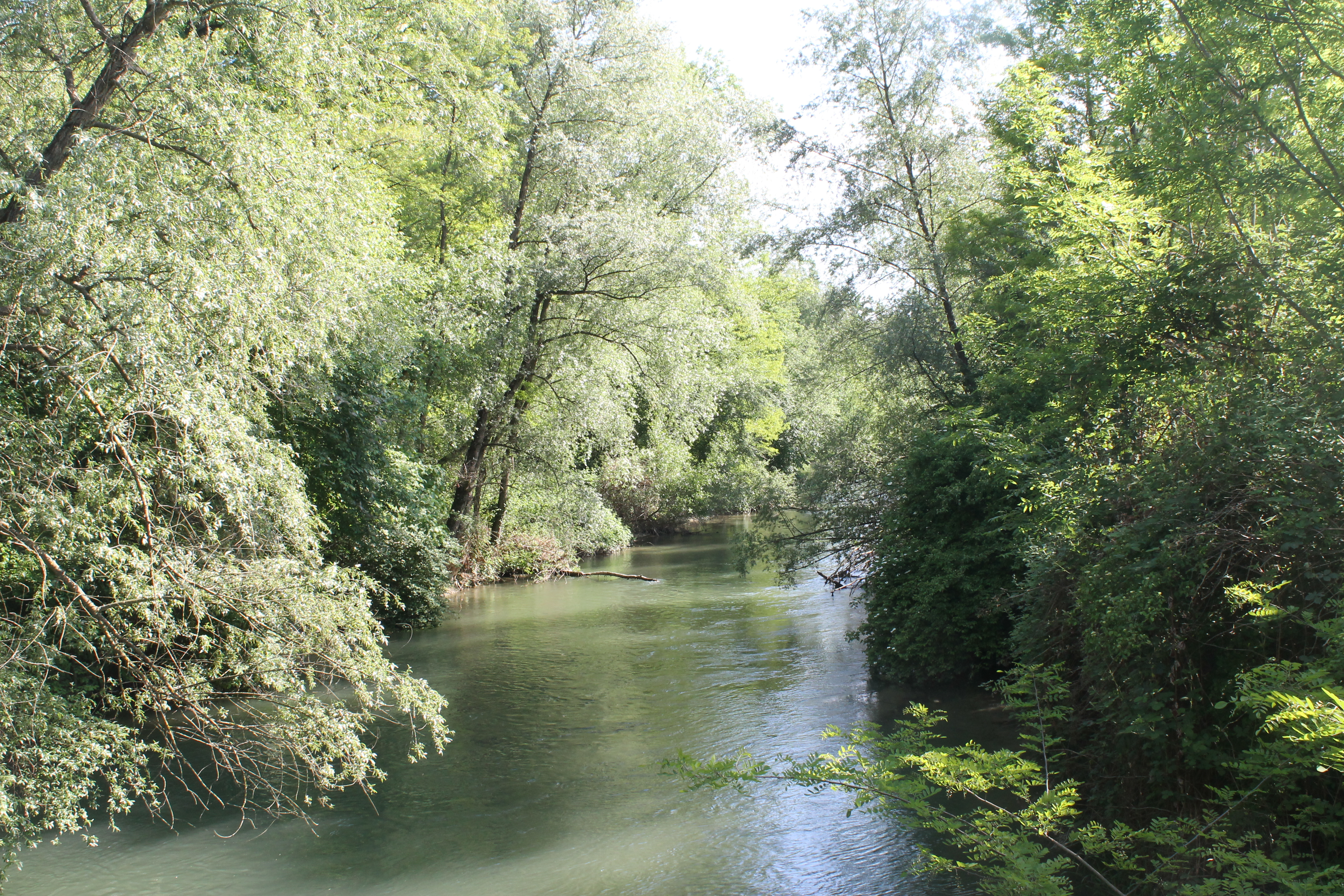
Flusslandschaft in der Nähe von Brugg

Den südlichen Abschluss der Altstadt bildet das «Rote Haus», ein seit dem 15. Jahrhundert bestehendes Gasthaus, das 1840 nach dem Abbruch des Obertorturms (dem zweiten Wahrzeichen der Stadt) vergrössert wurde.
Das erste Gebäude in Brugg, das ausserhalb der Stadtmauern entstand, ist das Stadthaus (auch «Palais Frölich» genannt). Es wurde 1748/49 im Auftrag von Johann Jakob Frölich erbaut, der als Privatsekretär von Lord Sandwich zu Reichtum gelangt war. Das barocke Gebäude mit Mansarddach ist sowohl innen als auch aussen reich mit Rokoko-Elementen verziert. Seit 1909 ist es Sitz der Stadtverwaltung und des Stadtrates. Westlich davon liegt der Stadtpark mit zwei klassizistischen Ökonomiegebäuden.
Das Schilplinhaus entstand 1810 in der Spätphase des Rokoko und wurde 1928 vom Schweizer Bauernverband erworben. An Stelle der Scheune des Schilplinhauses entstand 1947/48 das «Haus des Schweizerbauern», ein grosser Verwaltungsbau. Die katholische Kirche von Brugg, die dem einstigen Stadtpatron St. Nikolaus geweiht ist, wurde 1905 nach Plänen von Adolf Gaudy im Neobarockstil erbaut und 1952 umfassend renoviert.
Rund ein Kilometer westlich der Altstadt steht in Altenburg auf einem Felskopf an der Flussbiegung der Aare das Schlösschen Altenburg. Auf den Ruinen eines römischen Kastells entstand im Mittelalter eine kleine Burg. In die Westwand des Turmhauses ist die höchste erhalten gebliebene römische Mauer der Schweiz integriert, die Bausubstanz der Anlage stammt aber zum grössten Teil aus dem 16. Jahrhundert. Seit 1943 dient das «Schlössli» als Jugendherberge.
Die dem heiligen Mauritius geweihte Kirche in Umiken wurde erstmals 1254 erwähnt. Das Mauerwerk des Kirchenschiffs ist im romanischen und gotischen Stil. Der Kirchturm wurde nach 1488 durch einen Neubau ersetzt, der Chor entstand 1521. Die in Umiken gelegene Terrassensiedlung Mühlehalde (1963–1971 erbaut) galt als viel beachtetes Projekt neuer Wohnformen.
Der Industriekulturpfad Limmat–Wasserschloss ist ein Themenweg, der von Wettingen bis Brugg zu 44 industriegeschichtlichen Baudenkmälern führt. In Brugg selbst sind dies die Altenburger Eisenbahnbrücke, das ehemalige Elektrizitätswerk, der Bahnhof Brugg, die Fabrikanlagen der Kabelwerke Brugg und das ehemalige Gaswerk.
Das Hallenbad von 1981 im Schwimmbad von Brugg ist ein Hauptwerk des Schweizer Bauingenieurs Heinz Isler. Das südwestliche Siedlungsgebiet von Brugg weist mehrere Gruppen von Hochhäusern auf.
Im Badschachen unterhalb der Ortschaft Schinznach-Bad liegt das Areal der Kur- und Hotelanlage Bad Schinznach mit zwei Thermalbädern (Aquarena fun und Thermi spa), einem Kurhotel, zwei Rehabilitationskliniken (aarReha und Privat-Klinik Im Park) sowie dem ältesten Golfplatz des Kantons.

## Wappen

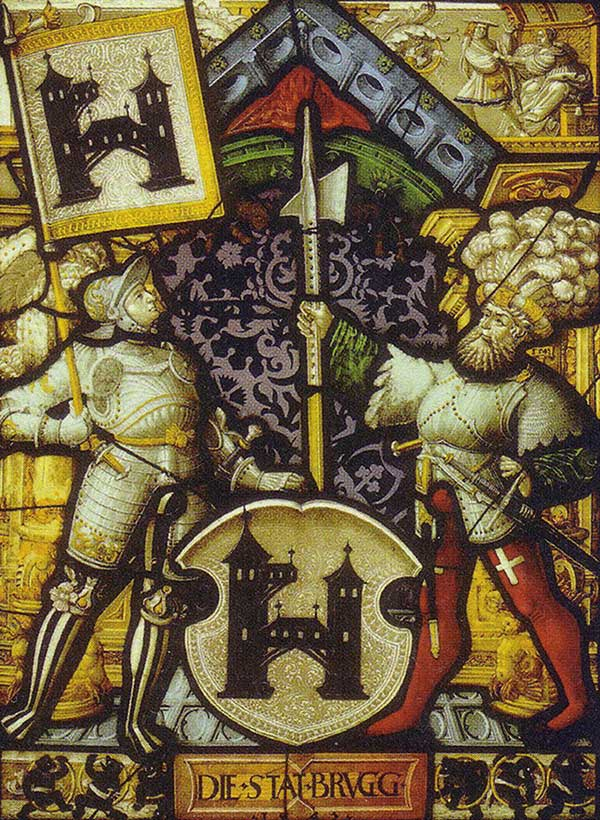
Wappenscheibe (1542)

Die Blasonierung des Stadtwappens lautet: «In Weiss schwarze Brücke, bewehrt mit zwei bedachten schwarzen Türmen, der rechte höher und mit bedachter Pechnase». Auf dem Wappen ist das Wahrzeichen der Stadt abgebildet, der höhere Schwarze Turm auf der rechten sowie der niedrigere Zollturm auf der linken Seite der Aare, dazwischen die Brücke. Anzumerken ist, dass die in der Blasonierung erwähnte Pechnase in Wirklichkeit ein Erker ist und dass der Zollturm 1836 abgebrochen wurde.
Die älteste bekannte Darstellung ist jene auf dem Stadtsiegel von 1311. Es folgten zahlreiche Änderungen des Wappenbildes. Diese entsprachen zum Teil ziemlich detailgetreu den baulichen Veränderungen an den Gebäuden und der Brücke, wie z. B. auf der Abbildung links ersichtlich. Mit der Zeit existierten mehrere Versionen nebeneinander. 1964 beschloss der Stadtrat eine Vereinheitlichung, und das Wappen erhielt ein Jahr später die heutige stilisierte Form. Die Stadtfarben sind schwarz-weiss. Das Stadtwappen gilt unverändert auch als Bezirkswappen.

## Bevölkerung
Die Einwohnerzahlen entwickelten sich wie folgt (ab 1830 mit Altenburg, ab 1970 mit Lauffohr, ab 2010 mit Umiken, ab 2020 mit Schinznach-Bad):
| Jahr      | 1400 | 1529 | 1611 | 1669 | 1754 | 1803 | 1850 | 1900 | 1930 | 1950 | 1960 | 1970 | 1980 | 1990 | 2000 | 2010   | 2020   |
| Einwohner | 940  | 440  | 930  | 380  | 761  | 604  | 1142 | 2339 | 4502 | 5508 | 6683 | 8635 | 8911 | 9482 | 9143 | 10'408 | 12'738 |

Die folgenden Angaben beziehen sich jeweils auf die Summe der Gemeinden Brugg und Umiken.
Am 31. Dezember 2023 lebten 13'288 Menschen in Brugg, der Ausländeranteil betrug 31,2 %. Bei der Volkszählung 2015 bezeichneten sich 28,1 % als reformiert und 26,5 % als römisch-katholisch; 45,4 % waren konfessionslos oder gehörten anderen Glaubensrichtungen an. 84,8 % gaben bei der Volkszählung 2000 Deutsch als ihre Hauptsprache an, 2,8 % Italienisch, 2,2 % Serbokroatisch, 1,7 % Albanisch, 1,1 % Französisch, 1,0 % Türkisch sowie je 0,8 % Englisch, Portugiesisch und Spanisch.
Der Ausländeranteil liegt rund fünf Prozent über dem kantonalen Durchschnitt. Zwischen 1850 und 1950 bewegte sich die absolute Anzahl stets um ca. 300 Personen. Bis 1970 folgte dann eine Verfünffachung. Nach einer längeren Stagnationsphase ist der prozentuale Anteil seit etwa 1990 wieder ansteigend. Im Jahr 2015 waren unter den damals 3127 Ausländern die Bürger folgender Staaten am häufigsten vertreten: Deutschland (17,9 %), Kosovo (14,1 %), Italien (12,2 %), Türkei (8,6 %), Serbien (6,8 %) und Portugal (4,0 %). Im Jahr 1900 gehörte die grosse Mehrheit der Bevölkerung (83 Prozent) der reformierten Konfession an. Der Anteil der Katholiken nahm ab 1950 stark zu, bedingt durch die Zuwanderung von Arbeitskräften aus katholischen Gegenden der Schweiz, vor allem aber aus den Mittelmeerländern. Heute ist nicht einmal mehr ein Drittel der Bevölkerung der einstigen «Prophetenstadt» reformiert.

## Politik und Recht
Die Politische Gemeinde (im Kanton Aargau Einwohnergemeinde genannt) nimmt sämtliche kommunalen Aufgaben wahr, die nicht durch übergeordnetes Recht zum Wirkungskreis eines anderen Gemeindetyps (beispielsweise der Kirchgemeinden der Landeskirchen) erklärt worden sind.

### Legislative
- Grüne: 7
- SP: 10
- EVP: 3
- GLP: 4
- Mitte: 5
- FDP: 12
- SVP: 9

Anstelle einer in kleineren Gemeinden üblichen Gemeindeversammlung vertritt seit 1966 das von den Brugger Stimmberechtigten gewählte Gemeindeparlament, der Einwohnerrat, die Anliegen der Bevölkerung. Er besteht aus 50 Mitgliedern, die für jeweils vier Jahre im Proporzwahlverfahren gewählt werden. Ihm obliegt das Genehmigen des Steuerfusses, des Voranschlages, der Jahresrechnung, des Geschäftsberichts und der Kredite. Ebenso erlässt er Reglemente, kontrolliert die Amtsführung der Exekutive und entscheidet über Einbürgerungen. Die Einwohnerräte können parlamentarische Vorstösse (Motion, Postulat, kleine Anfrage) einreichen. Geleitet wird der Einwohnerrat durch den Präsidenten, der für eine zweijährige Amtsdauer gewählt wird (siehe Liste der Einwohnerratspräsidenten von Brugg).
Die rechts stehende Grafik zeigt die Sitzverteilung nach der Wahl vom 28. November 2021. Bei den bisherigen Wahlen erzielten die Parteien folgende Sitzzahlen:
| Partei                   | 1965 | 1969 | 1973 | 1977 | 1981 | 1985 | 1989 | 1993 | 1997 | 2001 | 2005 | 2009 | 2013 | 2017 | 2021 |
| ------------------------ | ---- | ---- | ---- | ---- | ---- | ---- | ---- | ---- | ---- | ---- | ---- | ---- | ---- | ---- | ---- |
| FDP                      | 16   | 13   | 16   | 16   | 19   | 17   | 16   | 16   | 17   | 15   | 15   | 13   | 13   | 13   | 12   |
| SP                       | 11   | 12   | 13   | 14   | 14   | 15   | 10   | 10   | 10   | 10   | 09   | 08   | 09   | 10   | 10   |
| SVP                      | 03   | 02   | 02   | 03   | 02   | 02   | 03   | 02   | 04   | 08   | 06   | 11   | 11   | 09   | 09   |
| Grüne                    | 0–   | 0–   | 0–   | 0–   | 0–   | 0–   | 05   | 06   | 05   | 06   | 06   | 06   | 05   | 06   | 07   |
| Die Mitte (bis 2020 CVP) | 09   | 07   | 09   | 09   | 08   | 10   | 09   | 06   | 06   | 06   | 09   | 06   | 07   | 06   | 05   |
| GLP                      | 0–   | 0–   | 0–   | 0–   | 0–   | 0–   | 0–   | 0–   | 0–   | 0–   | 0–   | 02   | 02   | 03   | 04   |
| EVP                      | 01   | 02   | 03   | 03   | 04   | 03   | 06   | 05   | 06   | 05   | 05   | 04   | 03   | 03   | 03   |
| LdU                      | 03   | 07   | 05   | 05   | 03   | 01   | 0–   | 0–   | 0–   | 0–   | 0–   | 0–   | 0–   | 0–   | 0–   |
| Team 67                  | 0–   | 02   | 02   | 0–   | 0–   | 0–   | 0–   | 0–   | 0–   | 0–   | 0–   | 0–   | 0–   | 0–   | 0–   |
| Auto-Partei              | 0–   | 0–   | 0–   | 0–   | 0–   | 0–   | 0–   | 03   | 0–   | 0–   | 0–   | 0–   | 0–   | 0–   | 0–   |
| Parteilose               | 07   | 05   | 0–   | 0–   | 0–   | 02   | 01   | 02   | 02   | 0–   | 0–   | 0–   | 0–   | 0–   | 0–   |

Auch auf der Ebene der Einwohnergemeinde finden sich verschiedene Elemente der direkten Demokratie. So stehen der Bevölkerung fakultative und obligatorische Referenden sowie die Volksinitiative zu.

### Exekutive

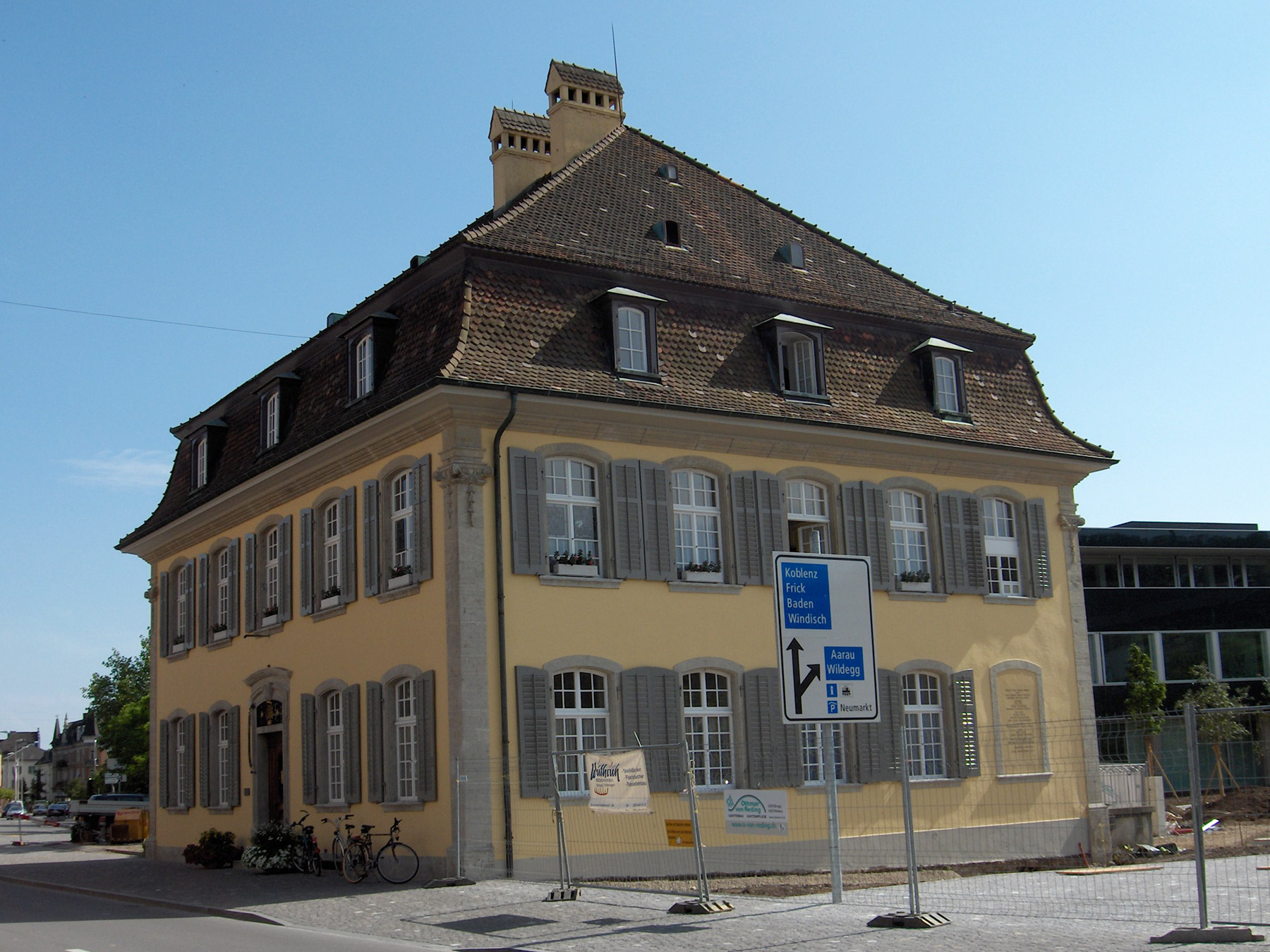
Stadthaus (Palais Frölich), Sitz des Stadtrates und der Stadtverwaltung

Ausführende Behörde ist der fünfköpfige Stadtrat. Er wird vom Volk für jeweils vier Jahre im Majorzverfahren gewählt. Der Stadtrat führt und repräsentiert die Einwohnergemeinde. Dazu vollzieht er die Beschlüsse des Einwohnerrates und die Aufgaben, die ihm vom Kanton zugeteilt wurden.
Die fünf Stadträte der Amtsperiode 2022–2025 sind:
- Barbara Horlacher (GPS), Stadtammann
- Reto Wettstein (FDP), Vizeammann
- Jürg Baur (Die Mitte)
- Roger Brogli (parteilos)
- Yvonne Buchwalder-Keller (FDP)

### Judikative
Für Rechtsstreitigkeiten ist in erster Instanz das Bezirksgericht Brugg zuständig. Brugg ist Sitz des Friedensrichterkreises VIII, der den gesamten Bezirk umfasst. Darüber hinaus ist die Stadt seit 2011 Sitz der regionalen Staatsanwaltschaft der Bezirke Brugg und Zurzach.

### Nationale Wahlen
Bei den Nationalratswahlen 2023 betrugen die Wähleranteile in Brugg (in Klammern die Veränderung im Vergleich zu den Wahlen 2019 in Prozentpunkten): SVP 24,98 % (+4,22), SP 20,52 % (+0,44), FDP 15,06 % (−1,23), Grüne 11,15 % (−3,27), Mitte 10,25 % (−0,69), glp 9,36 % (+0,86), EVP 4,92 % (+0,08), EDU 0,68 % (−0,08), Weitere 3,08 % (−0,34).

### Städtepartnerschaft
Seit 1913 ist Rottweil im deutschen Bundesland Baden-Württemberg Partnerstadt von Brugg. Den Anstoss dazu gaben die Männergesangsvereine beider Städte nach wechselseitigen Besuchen in den Städten. Es ging bei dieser Initiative darum, den ehemaligen Status Rottweils als zugewandter Ort der alten Eidgenossenschaft wieder in Erinnerung zu rufen. Nach dem Zweiten Weltkrieg unterstützte die Stadt Brugg die notleidende Bevölkerung von Rottweil.

## Wirtschaft

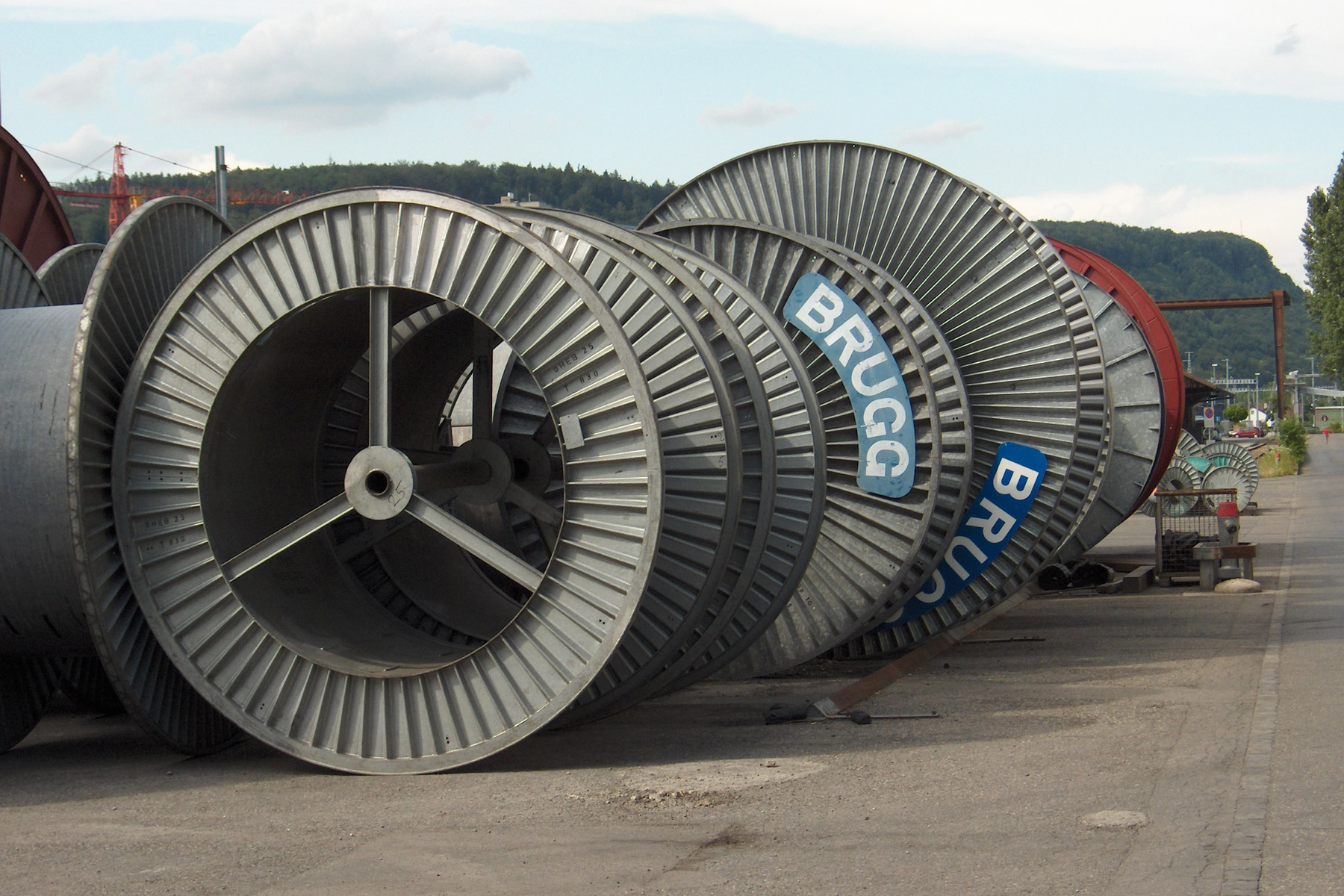
Kabelrollen der Kabelwerke Brugg

In Brugg gab es gemäss der im Jahr 2020 erhobenen Statistik der Unternehmensstruktur (STATENT) rund 9700 Arbeitsplätze, davon 0,2 % in der Landwirtschaft, 16,7 % in der Industrie und 83,1 % im Dienstleistungssektor. Von 1920 an (erste Betriebszählung) stellte die Industrie etwa die Hälfte aller Arbeitsplätze. Dieser Anteil sank ab Beginn der 1970er Jahre aufgrund des Strukturwandels auf weniger als einen Fünftel. Die Landwirtschaft spielte stets eine marginale Rolle. Mehr als ein Drittel der Arbeitsplätze des Bezirks sind im Hauptort konzentriert, wodurch sich starke Pendlerströme ergeben (etwa drei Viertel aller Arbeitnehmer sind Zupendler).
Die Kabelwerke Brugg sind ein weltweit tätiger Konzern in den Bereichen Kabelsysteme, Seiltechnik, Rohrsysteme und Prozessleittechnik. Das Unternehmen mit über 1300 Mitarbeitern ist nach seinem Gründungsort benannt, hat hier seinen Hauptsitz und ist in 16 Ländern vertreten.
Daneben bestehen etwa 950 kleine und mittlere Unternehmen. Die Rütschi Fluid AG ist ein führender Hersteller von Wasser- und Chemiepumpen. Weitere bedeutende Betriebe sind die Jost Brugg AG (Elektroinstallationen) sowie die Druckereien Seetal Schaller AG und Effingerhof AG. Landesweit bekannt sind der Internetprovider green.ch, das Architektur- und Planungsbüro Metron, der BEA + Poly-Verlag, die Creabeton-Produktions AG und das Stahlbauunternehmen Wartmann Holding. Die Einkaufszentren Neumarkt I und Neumarkt II beim Bahnhof sind wichtig für den Detailhandel der gesamten Region.
Ankermieterin in dem von Privera verwalteten Neumarkt I ist die Genossenschaft Migros Aare.
Brugg ist Sitz des Schweizer Bauernverbands, von Agriexpert und des Schweizerischen Bäuerinnen- und Landfrauenverband. Auch der seit 1876 ausgebaute Waffenplatz der Genietruppen der Schweizer Armee ist als Arbeitgeber von Bedeutung. Der Lokalradiosender Radio Argovia sendete ab 1990 von einem Studio in Brugg aus, bis er 2005 nach Aarau umzog.

## Verkehr

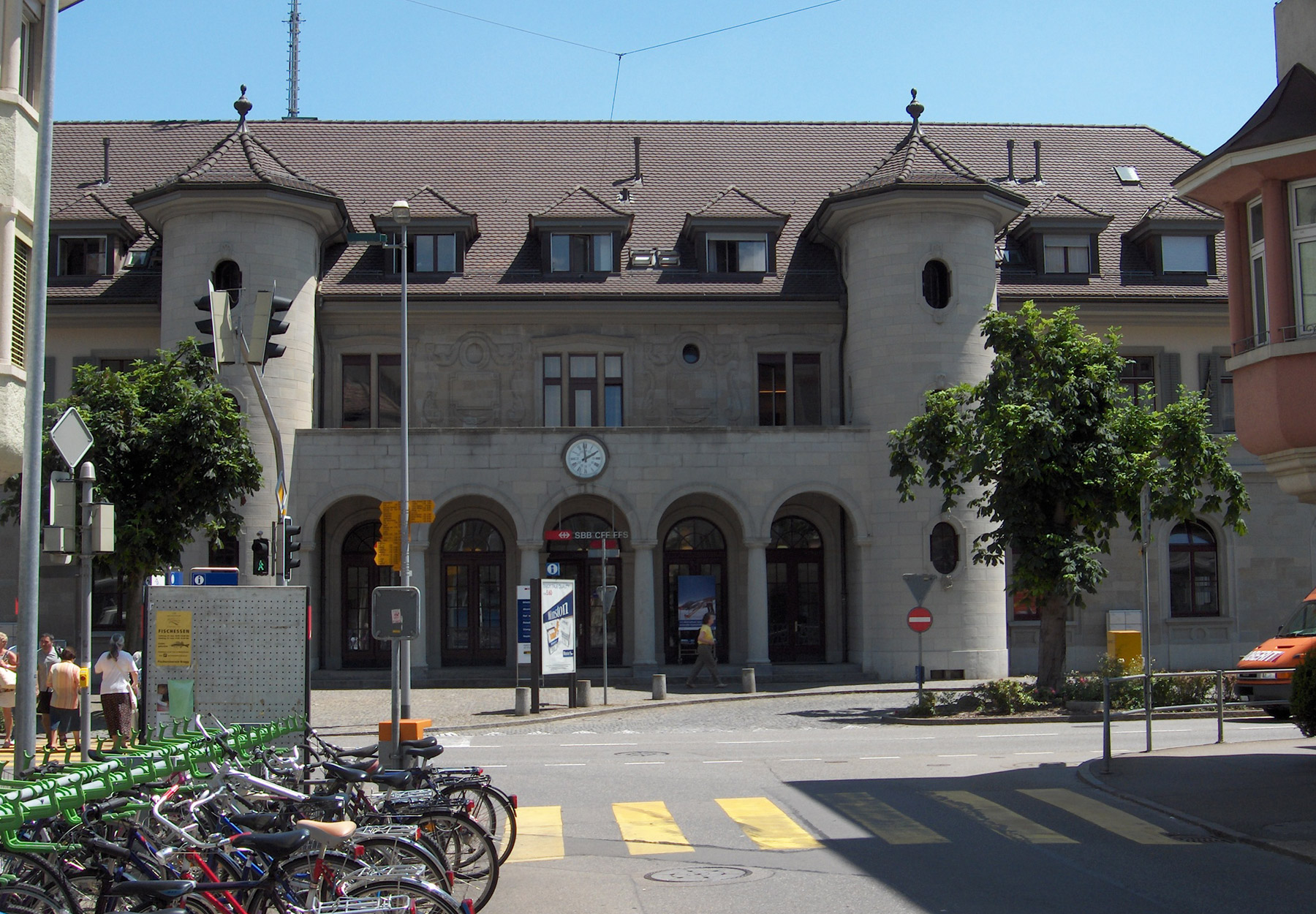
Bahnhof Brugg

### Strassenverkehr
Brugg ist ein bedeutender Verkehrsknotenpunkt. Hier kreuzen sich zwei bedeutende Strassenverbindungen, die Hauptstrasse 3 (Basel–Zürich–Chur–Chiavenna) und die Hauptstrasse 5 (Lausanne–Biel/Bienne–Waldshut). Vier Kilometer südlich von Brugg, zwischen Hausen und Lupfig, liegt ein Anschluss zur Autobahn A3. Nochmals vier Kilometer weiter südlich befindet sich bei Mägenwil ein Anschluss zur A1. Die Autobahn A3 überquert nördlich von Schinznach-Bad das Gemeindegebiet in einem weiten Bogen auf der 1230 Meter langen doppelten Aaretalbrücke zwischen dem Habsburgtunnel und dem Tunnel Schinznacherfeld. Das Nordportal des Habsburgtunnels mit dem Betriebsgebäude steht auf dem Gemeindegebiet von Brugg.
Der überregionale Durchgangsverkehr führt seit 1980 nicht mehr durch die Altstadt, sondern über die «Mittlere Umfahrung», bestehend aus einem Tunnel unter dem Friedhof und der Casino-Brücke über die Aare. Die neue «Südwestumfahrung Brugg» (im Bau von 2019 bis 2021) verbindet südlich des Siedlungs- und Gewerbegebiets von Brugg und der Bahnlinien die Kantonsstrassen K112 (Aarauerstrasse) und K 118 bei Hausen; die neue Strasse ermöglicht die Aufhebung von Bahnübergängen an der Aarauerstrasse.
Insgesamt führen bei Brugg neunzehn Brücken und Fussgängerstege über die Aare und ihre Seitenarme.
Vom Bahnhof aus führen Postautolinien nach Bad Zurzach, Birr, Döttingen, Frick, Laufenburg, Linn, Mellingen, Mönthal, Remigen, Scherz, Schinznach-Bad, Thalheim und Unterwindisch.

### Eisenbahn
Der Bahnhof Brugg wird für den Fern- und Regionalverkehr genutzt, während der Bahnhof Schinznach-Bad ausschliesslich für den Regionalverkehr bestimmt ist. Der Bahnhof Brugg ist ein Knotenpunkt mehrerer Eisenbahnstrecken. Die beiden wichtigsten sind die Bözberglinie nach Basel mit der grossen Brücke über die Aare und die Bahnstrecke Baden–Brugg–Aarau. Eine weitere Strecke führt durch das Birrfeld nach Othmarsingen und Lenzburg; sie verbindet Brugg mit der ehemaligen Aargauischen Südbahn nach Rotkreuz und Immensee und dient seit dem Bau der direkten Verbindungsstrecke Villnachern-Brugg Süd im Jahr 1969 einer Hauptachse des internationalen Güterverkehrs durch den Gotthard.
Durch Brugg verkehren Schnellzüge nach Basel, Bern, Zürich HB und zum Flughafen Zürich. Regionalzüge verkehren nach Aarau (via Wildegg oder Lenzburg), in Richtung Baden/Wettingen sowie nach Muri. Brugg ist zudem Endstation der Linie S12 der S-Bahn Zürich.
In Schinznach-Bad befindet sich die Haltestelle Schinznach Bad an der Strecke nach Aarau.
An Wochenenden verkehren zwei Nacht-S-Bahn-Linien auf den Strecken Winterthur–Zürich HB–Baden–Brugg–Lenzburg–Aarau und Basel–Rheinfelden–Frick–Brugg. Hinzu kommen Nachtbusse nach Villigen–Riniken, Schinznach–Thalheim und Birr–Habsburg/Mülligen.

## Kultur und Freizeit

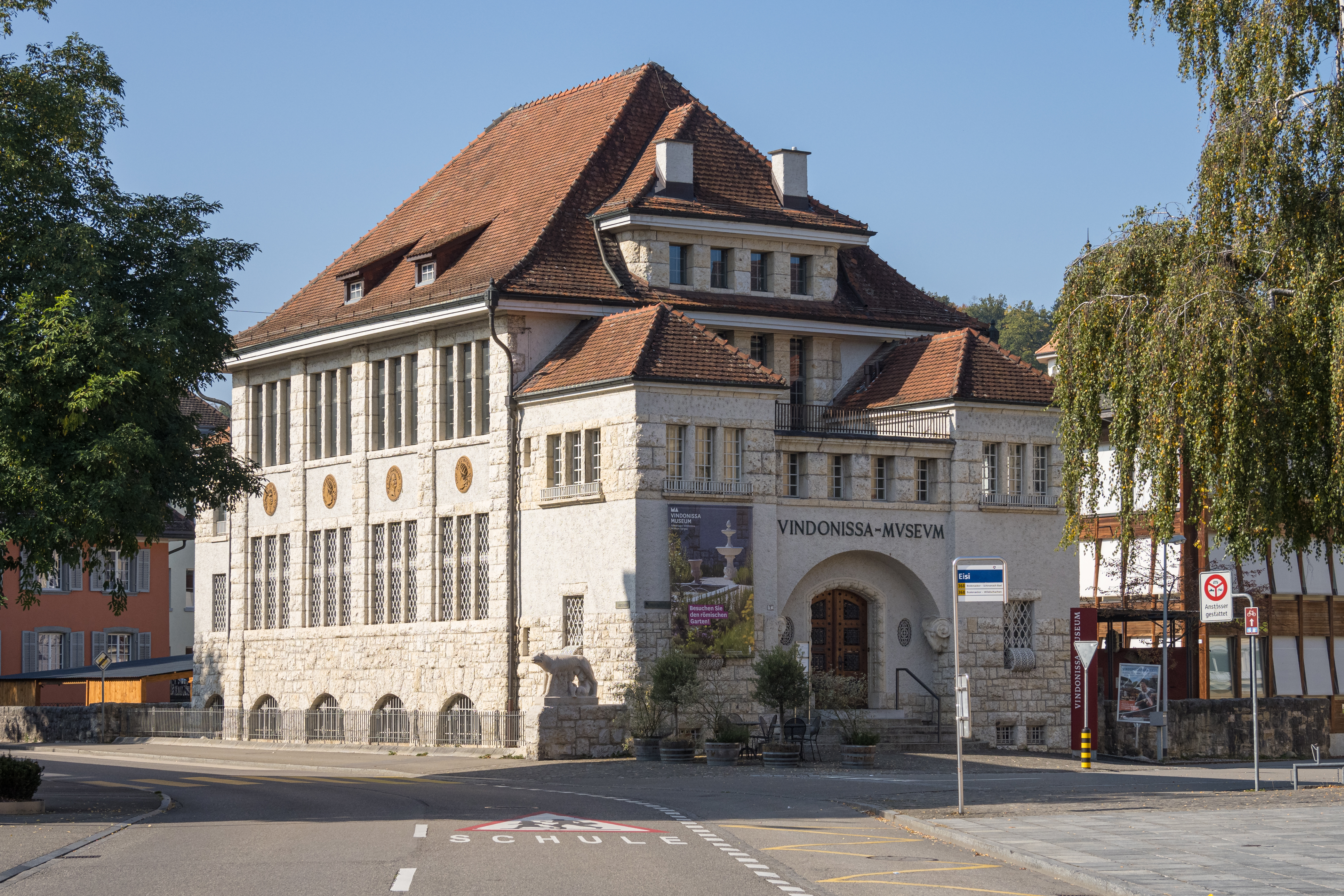
Vindonissa-Museum

### Institutionen
Der Verein «Salzhaus Brugg» führt im gleichnamigen Gebäude, das einst als Salzlager diente, verschiedene kulturelle Anlässe durch; den Schwerpunkt bilden Rock- und Popkonzerte mit schweizweit bekannten Bands und Musikern. Im Kulturhaus Odeon befinden sich eines der beiden Kinos der Stadt sowie ein Saal für Theater, Autorenlesungen und Konzerte. Im Zimmermannhaus in der Vorstadt sind die städtische Bibliothek und eine Kunstgalerie domiziliert. Das Jugendhaus Piccadilly widmet sich seit 1963 der offenen Jugendarbeit. Aus Brugg stammt die Metal-Band Burning Witches.
Das Vindonissa-Museum befasst sich mit der Geschichte von Vindonissa, die Frontpartie des 1912 errichteten Jugendstilgebäudes ist dem Tor dieses römischen Legionslagers nachempfunden. Im ehemaligen Zeughaus befindet sich das Stadtmuseum, welches anhand zahlreicher Alltagsgegenstände die Geschichte der Stadt Brugg näherbringt.

### Sport
In Brugg ist ein Freibad (seit 1937) und ein Hallenbad (seit 1982) vorhanden. Das Frei- und Hallenbad Brugg oberhalb von Altenburg mit einer grossen Schalenkonstruktion des Ingenieurs Heinz Isler dient für vielfältige wassersportliche Veranstaltungen. Es gibt zahlreiche Sportvereine. Der Jiu-Jitsu- & Judo-Club Brugg ist im Judo achtzehnfacher Mannschafts-Schweizermeister, davon zehn Meistertitel in Folge (2007–2016). Ebenfalls in Brugg befindet sich das Nationale Leistungszentrum des Schweizerischen Judo & Ju-Jitsu Verbandes. Der FC Brugg spielte ab 2005 während 5 Jahren in der 1. Liga, der dritthöchsten Fussball-Liga der Schweiz, heute allerdings nur noch in der 3. Liga, der siebthöchsten der Schweiz. Er trägt seine Heimspiele im Stadion Au aus. Darüber hinaus sind im Stadion Au Leichtathletik-Anlagen vorhanden.
In Brugg wurde 1925 die Vereinigung Schweizerischer Flusswanderer, der heutige Schweizerische Kanu-Verband, gegründet. Der Kanuclub Brugg entstand 1966. Auf internationaler Ebene ist die Brugger Kanutin Sabine Eichenberger seit den 1990er Jahren ausserordentlich erfolgreich.
2010 errichteten die Stadt Brugg und der Kanton Aargau an der Gaswerkstrasse neben der Aare nach einem Konzept des Tessiner Architekturbüros Studio Vacchini Architetti das moderne Sportausbildungszentrum Mülimatt.

### Brauchtum
Wichtigstes lokales Fest ist der Rutenzug, der jeweils am ersten Donnerstag im Juli stattfindet. Angeblich wird dieser Umzug seit dem 16. oder 17. Jahrhundert durchgeführt. Seinen Ursprung hat das Fest in einem weit verbreiteten Brauch, dem Schneiden neuer Ruten für die schulpflichtige Jugend. Viele Elemente des Festes sind von alters her überliefert. Die Konfettispalterzunft Brugg organisiert jährlich die Brugger Fasnacht. Der Schützenpavillon in Brugg ist als selbsttragende Konstruktion um eine Tanzlinde erbaut und bildet ein markantes Zentrum des Brauchtums der Stadt.

## Bildung
Das Bildungsangebot in Brugg ist vielfältig. In den städtischen Schulen werden sämtliche Stufen der obligatorischen Volksschule unterrichtet. Es gibt je sieben Kindergärten und Schulhäuser. Die Primarschule wird unterrichtet in den Schulhäusern Au-Erle, Bodenacker, Umiken, Schinznach-Bad und im Stapferschulhaus (benannt nach Philipp Albert Stapfer), die Realschule im Schulhaus Langmatt, die Sekundarschule im Schulhaus Freudenstein und die Bezirksschule im Hallwylerschulhaus (die am Standort der einstigen Hallwylerfestung gebaut wurde). Das Berufs- und Weiterbildungszentrum Brugg (BWZ) vereint Berufsschule (Technik/Natur und Wirtschaft) und Erwachsenenbildung. Darüber hinaus gibt es eine städtische Musikschule. Brugg besitzt kein Gymnasium. Mittelschüler aus der Region Brugg besuchen die Alte Kantonsschule Aarau, die Neue Kantonsschule Aarau, die Kantonsschule Baden oder die Kantonsschule Wettingen.
Überkantonale Bedeutung für das Bildungswesen besitzt Brugg als eine Standortgemeinde der Fachhochschule Nordwestschweiz (zusammen mit Windisch). 2013 konnte der neue Campus Brugg-Windisch südlich des Bahnhofs Brugg bezogen werden. Dieser umfasst die Pädagogische Hochschule FHNW, die Hochschule für Technik und Umwelt FHNW, die Hochschule für Wirtschaft FHNW, die Campusbibliothek sowie das Direktionspräsidium und die Services FHNW. Der Campus Brugg-Windisch zählt 2016 sieben Gebäude. Es arbeiten dort rund 3000 Studierende und rund 1000 Mitarbeitende. Es werden 14 Bachelor- und Masterstudiengänge angeboten. Der Standort Brugg-Windisch ist der wichtigste Bildungsstandort innerhalb des Dreiecks Basel–Bern–Zürich.

## Persönlichkeiten

### In Brugg geboren
- Thüring Fricker (1429–1519), Politiker
- Heinrich Ryhiner (1490–1553), Rats- und Stadtschreiber in Basel
- Hemmann Haberer (1505–1577), Landschreiber und Bühnenautor
- Hans Jakob Dünz (I.), Maler, Kupferstecher, Illustrator und Chorwaibel
- Johann Heinrich Hummel (1611–1674), Theologe
- Johannes Dünz (1645–1736), Maler
- Johann Friedrich Stapfer (1708–1775), Theologe
- Reinhard Iselin (1715–1781), schweizerisch-dänischer Schiffseigner, Tuchhändler und Bankier
- Johann Georg Zimmermann (1728–1795), Schriftsteller und königlicher Leibarzt in Hannover
- Johannes Frey (1740–1815), Schultheiss und Aargauer Grossrat
- Jakob Emanuel Feer (1754–1833), reformierter Theologe, Politiker
- Karl Friedrich Zimmermann (1765–1823), Regierungsrat
- Abraham Emanuel Fröhlich (1796–1865), reformierter Theologe und Schriftsteller
- Rudolf Rauchenstein (1798–1879), Philologe, Pädagoge und Politiker
- Johann Friedrich Frey (1800–1884), eidg. Oberst und Generaladjutant, Stadtammann von Brugg
- Friedrich Theodor Fröhlich (1803–1836), Komponist
- Samuel Heinrich Fröhlich (1803–1857), evang. Theologe, Begründer der evangelischen Täufergemeinden
- Bernhard Friedrich Fischer (1807–1862), Politiker
- Diethelm Rudolf Stäbli (1812–1868), Kupferstecher und Lithograph
- Friedrich Jaeger (1835–1878), Architekt
- Adolf Stäbli (1842–1901), Landschaftsmaler und Zeichner
- Hermann Jaeger (1844–1895), Winzer und Rebenzüchter
- Adolf Vögtlin (1861–1947), Schriftsteller
- Karl Schmidt (1862–1923), Geologe, Mineraloge
- Friedrich Frey (1867–1933), Archivar und Heimatforscher
- Albert Froelich (1876–1953), Architekt
- Paul Haller (1882–1920), Schriftsteller
- Gottlieb Müller (1883–1929), Lithograph, Maler und Radierer
- Wilhelm Schmid (1892–1971), Bildhauer
- Rudolf Laur-Belart (1898–1972), Archäologe
- Mathilde Merz (1899–1987), reformierte Pfarrerin
- Karl Grenacher (1907–1989), Musikpädagoge, Musikdirektor, international tätiger Musiker
- Johnny Simmen (1918–2004), Jazzautor und Musikproduzent
- Rudolf Gerber (1928–2019), Jurist, Bundesanwalt
- Lilly Ronchetti (1928–1997), Schriftstellerin
- Gustav A. Lang (* 1933), Historiker und Journalist
- Christian Haller (* 1943), Dramaturg und Schriftsteller
- Carlo E. Lischetti (1946–2005), Maler, Bildhauer und Aktionskünstler
- Silvia Dorn (* 1947), Entomologin, Hochschullehrerin
- Markus Aebi (* 1955), Mykologe und Biochemiker
- Christine Bonvin (* 1957), Autorin
- Beat Näf (* 1957), Althistoriker
- Peter Schell (1957–2021), Schauspieler
- Regina Bendix (* 1958), Kulturanthropologin
- Geri Müller (* 1960), Politiker
- Monika Bütler (* 1961), Ökonomin
- Christa Tobler (* 1961), Rechtswissenschaftlerin
- Gianni Bugno (* 1964), Radrennfahrer
- Urs Augstburger (* 1965), Journalist und Schriftsteller
- Sabine Eichenberger (* 1968), Kanutin
- Sonja Wipf (* 1973), Klimatologin
- Emel (* 1974), Sängerin
- Tobias Willi (* 1976), Organist
- Stefanie Kunckler (* 1979), Jazzmusikerin
- Mario Eggimann (* 1981), Fussballspieler
- Sebastian Strinning (* 1985), Jazzmusiker
- Jehmsei Keo (* 1987), Wushu-Athlet
- Lucas Fischer (* 1990), Kunstturner
- Izet Hajrović (* 1991), Fussballspieler
- Sead Hajrović (* 1993), Fussballspieler
- Endogan Adili (* 1994), Fussballspieler
- Manuela Frey (* 1996), Model
- Noah Loosli (* 1997), Fussballspieler
- Kastrijot Ndau (* 1999), Fussballspieler

### In Brugg gelebt
- Albrecht I. (1255–1308), römisch-deutscher König
- Sigmund Fry (von Mellingen, gest.1546), Stadtschreiber und Chronist
- Johann Heinrich Pestalozzi (1746–1827), Reformpädagoge
- Albrecht Rengger (1764–1835), Politiker
- Philipp Albert Stapfer (1766–1840), Politiker und Theologe
- Johannes Herzog (1773–1840), Unternehmer und Politiker
- Samuel Abraham von Renner (1776–1850), schweizerisch-württembergischer Landwirtschaftsreformer aus Schinznach-Bad
- Gottlieb Jäger (1805–1891), Politiker
- August Gebhardt (1808–1901), deutsch-schweizerischer Theologe, Politiker und Buchhändler
- Hans Siegrist (1860–1931), Nationalrat, Stadtammann und Arzt
- Hermann Blattner (1866–1910), Germanist, Apotheker, Journalist und Autor
- Edmund Schulthess (1868–1944), Ständerat und Bundesrat
- Hans Brugger (1905–1995), Volkswirt
- Anton Hänggi (1917–1994), römisch-katholischer Bischof
- Franz Fedier (1922–2005), Maler und Avantgardist
- Jörg Fisch (1947–2024), Historiker und Hochschullehrer
- Valentin Trentin (* 1948), Politiker und Autor

### Ehrenbürger
- 1932: Fritz Zaugg, Regierungsrat des Kantons Aargau
- 1932: Albert Süss, Stadtammann
- 1936: Walter Dübi, Direktor der Kabelwerke Brugg
- 1960: Ernst Laur, erster Direktor des Bauernverbandes